# Accentazione del greco antico

## Natura dell'accento greco antico
Diversamente dal greco moderno, il tipo di accento del greco antico è tonale, cioè una sillaba accentata è pronunciata più acuta delle altre; Dionigi di Alicarnasso afferma che la differenza di altezza corrisponde a un intervallo musicale di quinta. Nell'ortografia politonica del greco (inventata in età ellenistica ma non universalmente adottata fino all'epoca bizantina), l'accento acuto (ὀξεῖα προσῳδία) è utilizzato per indicare l'accento semplice su una sillaba. Su vocali lunghe e dittonghi l'accento può cadere su ciascuna delle due componenti (o more) della sillaba: se esso cade sulla prima mora si avrà un tono alto seguito da un tono basso, ed è indicato nell'ortografia politonica dall'accento circonflesso (περισπωμένη προσῳδία): /έ‿ὲ/ = ῆ, ma /ὲ‿έ/ = ή.
L'accento acuto sull'ultima sillaba è regolarmente sostituito dall'accento grave (βαρεῖα προσῳδία) (eccetto prima di una pausa o di una parola enclitica): questo potrebbe indicare un abbassamento dell'altezza, ma gli elementi forniti dagli autori non sono chiari su questo punto.

### Mora
La mora è l'unità di lunghezza vocalica. Le vocali brevi costituiscono una mora, le vocali lunghe e i dittonghi invece due more.
- Breve:
  - ᾰ, ε, ῐ, ο, ῠ (talvolta αι, οι)
- Lunga:
  - vocali semplici:
    - ᾱ, η, ῑ, ω, ῡ

  - dittonghi:
    - in ι:
      - ει, υι; ᾳ, ῃ, ῳ (talvolta αι, οι)

    - in υ:
      - αυ, ευ, ου; ᾱυ, ηυ, ωυ

### Accento acuto
L'accento acuto (ά) indica il tono alto sull'ultima mora di una vocale o di un dittongo. Sulle vocali brevi indica l'innalzamento della voce sulla vocale; su vocali lunghe e dittonghi indica, rispettivamente, una mora atona e una accentata (cioè un innalzamento della voce sulla seconda mora della vocale o del dittongo).
|                       | more | more |
| 1                     | 2    |      |
| --------------------- | ---- | ---- |
| vocale breve          |      | ´    |
| vocale lunga/dittongo | `    | ´    |

### Accento circonflesso
L'accento circonflesso (ᾶ) può cadere solo su vocali lunghe e dittonghi perché è un accento composto. È formato, nell'ordine, da una mora accentata e una atona (cioè da un innalzamento della voce sulla prima mora e un abbassamento sulla seconda).
|                       | more | more |
| 1                     | 2    |      |
| --------------------- | ---- | ---- |
| vocale lunga/dittongo | ´    | `    |

### Accento grave
L'accento grave (ὰ) indica assenza di accento o il tono basso. Nella convenzione moderna, si segna solo come sostituzione dell'accento acuto in fine di parola prima di un'altra parola accentata, ma in origine poteva anche essere scritto su tutte le vocali e i dittonghi atoni. Come l'accento acuto, può trovarsi su ogni tipo di vocale e dittongo.

## Ricostruzione dell'accentazione greca
Si ritiene che l'accento greco antico sia stato di tipo musicale.
In greco antico una delle tre sillabe finali di una parola porta l'accento. Ogni sillaba contiene una vocale con una o due more, e una mora di una parola è accentata; la mora accentata è melodicamente più acuta rispetto alle altre.
L'accento non può risalire oltre la terzultima sillaba. Se l'ultima sillaba ha una vocale lunga, o è chiusa da due consonanti, l'accento non può risalire oltre la penultima sillaba; ma all'interno di queste limitazioni l'accento è libero.
Nei sostantivi l'accento è il più delle volte imprevedibile. Di solito l'accento si colloca il più indietro possibile rispettando le leggi di limitazione, ad esempio πόλεμος pólemos 'guerra' (queste parole hanno un accento detto recessivo) oppure è collocato sull'ultima mora, come in ποταμός potamós 'fiume' (le parole di questo tipo sono dette ossitone). Ma in alcune parole come παρθένος parthénos '[ragazza] vergine', l'accento si colloca fra i due estremi.
Nei verbi l'accento è solitamente prevedibile e ha una funzione grammaticale piuttosto che lessicale, cioè differenzia le varie parti del verbo invece che vari verbi fra di loro. I modi finiti del verbo hanno in genere un accento recessivo, ma in certi participi, infiniti e imperativi non è recessivo.
Solo a partire dal II sec. a.C. furono introdotti vari segni diacritici, fra cui l'accento acuto, circonflesso e grave, che indicavano rispettivamente il tono alto, il tono discendente e il tono basso o semibasso. Gli accenti grafici erano usati sporadicamente all'inizio e non entrarono nell'uso corrente fino al 600 d.C.
I frammenti sopravvissuti della musica greca, in particolare i due inni delfici incisi su una pietra di Delfi nel II sec. a.C., sembrano seguire molto strettamente gli accenti scritti sulle parole e possono essere usati per ricavare informazioni sulla realizzazione degli accenti.
Fra il II e il IV sec. a.C. la distinzione fra accento grave, acuto e circonflesso si perse e tutti e tre gli accenti iniziarono a essere pronunciati come accenti intensivi, generalmente sulla sillaba dove una volta c'era il tono alto.

### Tipi di accento
I grammatici greci antichi indicavano l'accento con tre segni: l'accento acuto (ά), l'accento circonflesso (ᾶ) e l'accento grave (ὰ). L'accento acuto era quello più comune; si può trovare su ciascuna delle tre ultime sillabe della parola. Alcuni esempi:
- ἄνθρωπος ánthrōpos 'persona, essere umano'
- πολίτης polítēs 'cittadino'
- ἀγαθός agathós 'buono'

L'accento circonflesso, che rappresentava il tono discendente, si trova solo su vocali lunghe e dittonghi, e solo sulle ultime due sillabe di una parola:
- σῶμα sôma 'corpo'
- γῆ gê 'terra'

Quando un accento circonflesso si trova sulla sillaba finale di una parola polisillabica solitamente rappresenta l'esito di una contrazione:
- ποιῶ poiô 'faccio' (contratto da ποιέω poiéō)

L'accento grave si trova, in sostituzione dell'acuto, solo sull'ultima sillaba di una parola. Quando una parola come ἀγαθός agathós 'buono' con accento finale è seguita da una pausa (cioè quando si trova alla fine di una frase o di un verso) o prima di un'enclitica come la forma debole di ἐστίν estín 'è' (vedi oltre) l'accento è scritto acuto:
- ἀνὴρ ἀγαθός anḕr agathós '[un] uomo buono'
- ἀνὴρ ἀγαθός ἐστιν anḕr agathós estin '[l']uomo è buono'

Tuttavia, quando la parola non si trova prima di una pausa o un'enclitica l'accento acuto è sostituito dal grave:
- ἀγαθὸς ἄνθρωπος agathòs ánthrōpos '[una] buona persona'

Si ritiene generalmente che l'accento grave indichi l'assenza di elevazione della voce, oppure un tono meno acuto dell'accento acuto.

#### Terminologia
Ci sono in tutto cinque possibilità di collocamento dell'accento. I termini usati dai grammatici greci per indicare i vari tipi di parole erano:
- ossitona (ὀξύτονος): accento acuto sulla sillaba finale. Ad esempio: πατήρ 'padre'
- parossitona (παροξύτονος): accento acuto sulla penultima. Ad esempio: μήτηρ 'madre'
- proparossitona (προπαροξύτονος): accento acuto sulla terzultima. Ad esempio: ἄνθρωπος 'persona'
- perispomena (περισπώμενος): accento circonflesso sull'ultima. Ad esempio: ὁρῶ 'vedo'
- properispomena (προπερισπώμενος): accento circonflesso sulla penultima. Ad esempio: σῶμα 'corpo'

Una parola baritona (βαρύτονος) indica una parola che non sia accentata sull'ultima sillaba, ossia alla seconda, terza e quinta delle possibilità descritte sopra.

### Posizionamento dei segni di accento
Se l'accento cade su un dittongo o su una vocale scritta con due vocali come ει l'accento si scrive sempre sulla seconda lettera, ad esempio:
- τοῖς ναύταις toîs naútais 'ai marinai'
- εἷς heîs 'uno'

Quando una parola, come un nome proprio, inizia con la maiuscola l'accento e lo spirito si mettono prima della lettera. Se una parola inizia con un dittongo l'accento è scritto sulla seconda lettera. Ma in ᾍδης (o Ἅιδης) Hàdēs 'Ade', dove il dittongo è formato dallo iota sottoscritto (ossia ᾇ) si scrive davanti:
- Ἥρα Hḗrā 'Era'
- Αἴας Aíās 'Aiace'
- ᾍδης (o Ἅιδης) Hàdēs 'Ade'

Quando si combina con uno spirito l'accento circonflesso si mette sopra, mentre gli accenti acuti e gravi si mettono a destra degli spiriti, come negli esempi sopra. Quando un accento si combina con la dieresi, come in νηΐ nēí, l'accento si mette sopra.

### Coppie minime tonali
Se, da una parte, è in larga parte prevedibile se l'accento su una determinata sillaba sia acuto o circonflesso, dall'altra ci sono casi in cui il cambio di accento su una vocale lunga indica un diverso significato; ad esempio:
- λύσαι lýsai 'che [egli] possa liberare' – λῦσαι lŷsai 'liberare'
- οἴκοι oíkoi 'in casa' – οἶκοι oîkoi 'case'
- φώς phṓs 'uomo' (poetico) – φῶς phôs 'luce'

In altri casi ancora il significato cambia se l'accento si sposta su un'altra sillaba:
- πείθω peíthō 'io persuado' – πειθώ peithṓ 'persuasione'
- ποίησαι poíēsai 'fa'!' (imperativo medio) – ποιήσαι poiḗsai 'che [egli] possa fare' – ποιῆσαι poiêsai 'fare'
- μύριοι mýrioi 'diecimila' – μυρίοι myríoi 'innumerabili'
- νόμος nómos 'legge' – νομός nomós 'pascolo'
- Ἀθήναιος Athḗnaios 'Ateneo' (nome proprio) – Ἀθηναῖος Athēnaîos 'ateniese'

C'è inoltre distinzione fra forme non accentate (o con accento grave) e parole accentate come:
- τις tis 'qualcuno' – τίς; tís? 'chi?'
- που pou 'da qualche parte' / 'presumo' – ποῦ; poû 'dove?'
- ἢ ḕ 'o' – ἦ ê 'in realtà' / 'ero' / '[egli] disse'
- ἀλλὰ allà 'ma' – ἄλλα álla 'altre cose'
- ἐστὶ estì 'è' – ἔστι ésti 'c'è' / 'esiste' / 'è possibile'[5]

### Storia dell'accento nella scrittura greca
I tre segni impiegati per indicare l'accento in greco antico, l'acuto (´), il circonflesso (῀) e il grave (`), sono attribuiti al filologo Aristofane di Bisanzio, che era a capo della celebre Biblioteca di Alessandria in Egitto all'inizio del II sec. a.C.. Il primo papiro che riporta segni di accento risale a questo periodo. Nei papiri gli accenti erano usati all'inizio solo sporadicamente, con lo scopo di aiutare i lettori a pronunciare correttamente la poesia greca e l'accento grave poteva essere usato su ogni vocale non accentata. Questi accenti erano utili, dal momento che il greco in questo periodo era scritto senza spazi fra le parole. Ad esempio, in un papiro la parola ὸρὲιχάλκωι òrèikhálkōi 'all'ottone' è scritta con accenti gravi sulle prime due sillabe, nel caso in cui il lettore leggesse erroneamente la prima sillaba come ὄρει órei 'a una montagna'.
Nei secoli seguenti vari altri grammatici scrissero sull'accentazione greca. Il più famoso di questi, Elio Erodiano, che visse e insegnò a Roma nel II sec. d.C., scrisse un lungo trattato in venti libri, diciannove dei quali dedicati all'accentazione. Sebbene il libro di Erodiano non ci sia giunto interamente, disponiamo di un'epitome (sintesi) redatta intorno al 400 d.C.. Un'altra testimonianza autorevole è quella di Apollonio Discolo, padre di Erodiano.
I nomi di questi diacritici in italiano, e la parola "accento", derivano da calchi latini dei termini greci. Accentus in latino corrisponde al greco προσῳδία prosōidía "canto accompagnato da strumento, variazione di altezza nella voce" (da questa parola deriva inoltre prosodia), acūtus a ὀξεῖα oxeîa "acuta", gravis a βαρεῖα bareîa "pesante" o "grave" e circumflexus a περισπωμένη perispōménē "tirata intorno" o "piegata". Le parole greche per i diacritici sono aggettivi femminili nominalizzati che in origine erano attributi di προσῳδία e quindi accordati al genere femminile.
I segni diacritici ancora non esistevano nel periodo classico (V-IV sec. a.C.); furono gradualmente introdotti a partire dal II sec. d.C., ma nei manoscritti divennero cumuni soltanto dopo il VII secolo.

### Origine dell'accento
L'accento greco antico, almeno nei sostantivi, sembra essere stato prevalentemente ereditato dalla lingua progenitrice dalla quale il greco e varie altre lingue europee e indiane derivano, il protoindoeuropeo. Ciò può essere osservato confrontando gli accenti in greco con quelli degli inni vedici (la più antica forma di sanscrito). Molto spesso sono gli stessi, ad esempio:
- vedico pā́t, greco antico πούς 'piede' (nominativo)
- vedico padás, greco antico ποδός 'di piede' (genitivo)
- vedico padí, greco antico ποδί 'per piede' (dativo)
- vedico pā́dam, greco antico πόδα 'piede' (accusativo)

Ci sono inoltre altre corrispondenze di accento fra greco e vedico, ad esempio:
- vedico yugáṃ, greco antico ζυγόν zygón 'giogo'
- vedico áśvaḥ, greco antico ἵππος híppos 'cavallo'
- vedico śatáṃ, greco antico ἑκατόν hekatón '100'
- vedico návaḥ, greco antico νέος néos 'nuovo'
- vedico pitā́, greco antico πατήρ patḗr 'padre'

Una differenza fra il greco e il vedico, comunque, è che in greco l'accento può trovarsi solo su una delle ultime tre sillabe, mentre il vedico (e presumibilmente in protoindoeuropeo) poteva cadere su qualunque sillaba di una parola.
La distinzione in greco fra accento acuto e circonflesso sembra essere un'innovazione propria, e non è rintracciabile nell'indoeuropeo.

### Pronuncia dell'accento

#### Caratteristiche generali
È generalmente ritenuto che l'accento greco antico fosse principalmente musicale piuttosto che intensivo. Così, in una parola come ἄνθρωπος ánthrōpos 'essere umano, persona', la prima sillaba era pronunciata più acuta rispetto alle altre, ma non necessariamente più forte. Già nel XIX secolo si supponeva che in una parola con accento recessivo il tono acuto potesse cadere non improvvisamente, ma gradualmente in una sequenza alto-medio-basso, con l'ultimo elemento sempre breve.
Le prove di questo vengono da varie fonti. La prima sono le affermazioni dei grammatici greci, che descrivono sempre l'accento in termini musicali, usando parole come ὀξύς oxýs 'acuto' e βαρύς barýs 'grave'.
Secondo Dionigi di Alicarnasso (I sec. d.C.), la melodia del parlato si estende per un intervallo 'di circa una quinta'. Questa affermazione è stata interpretata in diversi modi, ma si suppone generalmente che non si trattasse sempre costantemente di una quinta, ma che questa fosse l'intervallo massimo fra la sillaba acuta e quella grave. Si ritiene probabile che occasionalmente, soprattutto in fine di frase, l'intervallo fosse molto più piccolo. Dionigi inoltre descrive come l'accento circonflesso combini il tono alto e il tono basso nella stessa sillaba, mentre con l'accento acuto i due toni si trovano su sillabe diverse.
Un'altra indicazione che l'accento fosse musicale è che nel periodo classico gli accenti delle parole sembrano non aver avuto nessun ruolo nella metrica poetica, diversamente da lingue come l'italiano che hanno un accento intensivo. Fu soltanto dal IV sec. d.C. che si iniziò a scrivere poesia impiegando l'accento intensivo (vedi oltre).

#### Tracce dalla musica
Un importante segnale della natura melodica dell'accento greco viene dalle testimonianze musicali che ci sono pervenute, in particolare i due Inni delfici (II sec. a.C.), l'Epitaffio di Sicilo (I sec. d.C.) e gli inni di Mesomede di Creta (II sec. d.C.). Un esempio è la preghiera a Calliope e Apollo scritta da Mesomede, musicista di corte dell'imperatore Adriano:

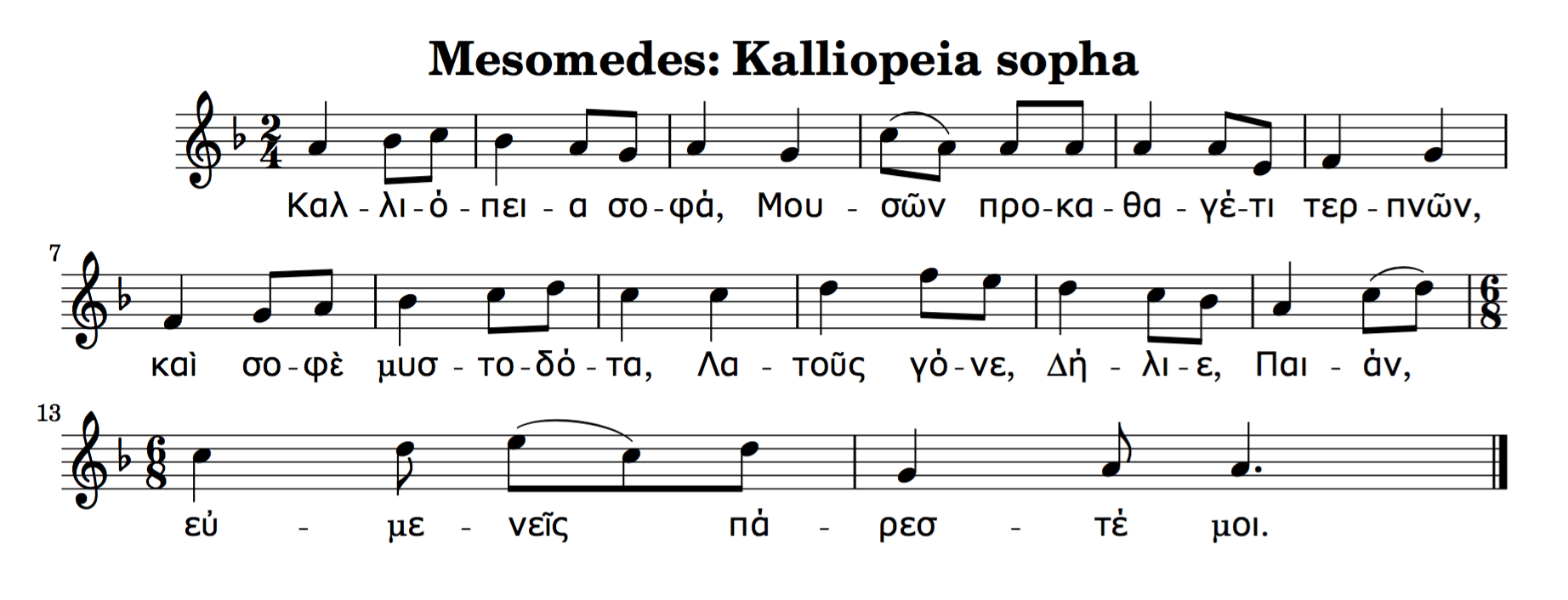
Preghiera a Calliope e Apollo di Mesomede trascritta in notazione moderna; esempio adattato da Landels, John G. 1999. Music in Ancient Greece and Rome, p. 255. Il testo dice: "Saggia Calliope, guida delle gradite muse, e tu, saggio iniziatore ai misteri, figlio di Latona, Guaritore delio, assistimi con benevolenza." (Per una registrazione, vedi Collegamenti esterni oltre.)

Come si può vedere, le sillabe accentate hanno solitamente la nota più alta in una parola, sebbene talvolta le sillabe precedenti o seguenti sono comunque alte.
Quando l'accento è circonflesso la musica mostra spesso una caduta da una nota più alta a una più bassa all'interno della sillaba, esattamente come afferma Dionigi di Alicarnasso; esempi sono le parola Μουσῶν Mousôn 'delle muse' ed εὐμενεῖς eumeneîs 'benevoli' nella preghiera qui sopra. Tuttavia, a volte non c'è discesa nella stessa sillaba, ma il circonflesso sta su una singola nota, come in τερπνῶν terpnôn 'gradite' o Λατοῦς Latoûs 'di Latona' qui sopra.
Se l'accento è grave spesso il tono non subisce innalzamento, o a volte solo poco, come in σοφὲ sophè qui sopra.
Questa pratica greca di imitazione dei toni degli accenti nel canto musicale è molto vicina a varie lingue vive asiatiche o africane che hanno un accento tonale. Per questa ragione gli studiosi americani A.M. Devine e Laurence Stephens hanno sostenuto che questi innalzamenti e abbassamenti di tono che troviamo nella musica greca ci possano dare un'indicazione ragionevolmente precisa di ciò che accadeva nel parlato.
In ogni caso, sembra però che la musica non seguisse sempre esattamente l'accentazione. Dionigi di Alicarnasso ci dà un esempio di musica scritta da Euripide per la tragedia Oreste. In questi versi, che nelle edizioni moderne sono scritti σῖγα, σῖγα, λεπτὸν ἴχνος ἀρβύλας // τίθετε, μὴ κτυπεῖτ᾽ (sîga, sîga, leptòn íkhnos arbýlas // títhete, mḕ ktypeît') 'Silenzio, silenzio! Posate piano le suole delle scarpe, non battete!', Dionigi riferisce che nelle prime tre parole e nell'ultima non c'era innalzamento del tono, mentre sia in ἀρβύλας arbýlas 'della scarpa' che in τίθετε títhete 'posate' una nota grave era seguita da due note più acute, nonostante l'accento sulla prima sillaba in τίθετε títhete.
Comunque, sebbene i frammenti di musica più antica presentino a volte incongruenze, gli Inni delfici in particolare sembrano mostrare una stretta relazione fra la musica e le parole accentate, con solo tre discrepanze su 180 parole analizzate.
Altri dettagli del modo in cui gli accenti venivano messi in musica verranno dati oltre. Da notare che negli esempi musicali l'altezza assoluta è convenzionale, risalente a una pubblicazione di Friedrich Bellermann del 1840. Nell'esecuzione l'altezza sarebbe stata più bassa di almeno una terza minore.

#### Accento acuto
Quando i segni delle note della musica greca sono trascritti in notazione moderna si può vedere come un accento acuto sia solitamente seguito da una discesa che talvolta si estende su due sillabe. Normalmente la discesa è piccola, come in θύγατρες thýgatres 'figlie', Ὄλυμπον Ólyumpon 'Olimpo' o ἔτικτε étikte 'partoriva' qui in basso. Talvolta invece il salto è più ampio, come in μέλψητε mélpsēte 'che voi cantiate' o νηνέμους nēnémous 'senza vento':
Prima dell'accento l'innalzamento è in media minore rispetto alla discesa seguente. Talvolta c'è un salto da una nota più grave, come nella parola μειγνύμενος meignýmenos 'mescolando' dal secondo inno; più spesso c'è un innalzamento graduale, come in Κασταλίδος Kastalídos 'di Castalia', Κυνθίαν Kynthían 'Cinzia' o ἀνακίδναται anakídnatai 'diffonde verso l'alto':
Tuttavia in certi casi prima di un accento invece di un innalzamento troviamo una stasi su una o due note della stessa altezza dell'accento, come in Παρνασσίδος Parnassídos 'di Parnasso', ἐπινίσεται epinísetai 'fa visita', Ῥωμαίων Rhōmaíōn 'dei Romani', o ἀγηράτῳ agērátōi 'senza età' dagli inni delfici:
L'anticipazione del tono alto di un accento in questo modo si ritrova anche in altre lingue tonali come alcune varietà di giapponese, turco o serbo, dove ad esempio la parola papríka 'peperone' pronunciata pápríka. Non sarebbe quindi sorprendente se anche il greco avesse questa caratteristica. Devine e Stephens, tuttavia, citando l'affermazione di Dionigi secondo la quale una parola ha un solo tono alto, affermano che di norma le sillabe non accentate in greco fossero gravi.
Quando l'accento acuto si trova su una vocale lunga o su un dittongo si ritiene generalmente che il tono alto fosse sulla seconda mora della vocale, cioè che ci fosse un innalzamento del tono all'interno della sillaba. Talvolta la musica greca ci mostra esattamente questo, come nella parola αἴθει aíthei 'brucia' nel primo inno delfico, o φαίνου phaínou 'mostrati!' nell'epitaffio di Sicilo, o Σελάνα Selána 'luna' nell'Inno al sole, nel quale la sillaba acuta costruisce un melisma di due o tre note che salgono gradualmente.
Più spesso, invece, su una vocale lunga accentata nella musica non troviamo alcun innalzamento del tono e la sillaba resta su una nota della stessa altezza, come nelle parole Ἅφαιστος Hā́phaistos 'Efesto' dal primo inno delfico oppure ἐκείνας ekeínās 'quelle' o Ῥωμαίων Rhōmaíōn 'dei Romani' al secondo inno:
Poiché ciò è così comune, è possibile che almeno qualche volta il tono non si alzasse su una vocale lunga con accento acuto, bma rimanesse fermo. Un'altra considerazione è che sebbene gli antichi grammatici descrivessero sempre l'accento circonflesso come di "due toni" (δίτονος) o 'composto' (σύνθετος) o 'doppio' (διπλοῦς), non facevano simili osservazioni per l'accento acuto. Altri invece sembrano menzionare un "circonflesso invertito", che potrebbe riferirsi a questo tipo di accento.

#### Assimilazione tonale
Devine e Stephens notano che talvolta in fine di parola il tono risale ancora, come se accompagnasse o anticipasse l'accento della parola seguente. Chiamano questo fenomento "innalzamento secondario". Esempi sono ἔχεις τρίποδα ékheis trípoda 'hai un tripode' o μέλπετε δὲ Πύθιον mélpete dè Pýthion 'cantate il pizio' nel secondo inno delfico. Secondo Devine e Stephens, ciò "probabilmente riflette un autentico processo di assimilazione del tono nel parlato spontaneo".
Nella stragrande maggioranza della musica il tono scende sulla sillaba immediatamente successiva all'accento acuto. Ci sono tuttavia delle eccezioni. Una situazione in cui questo può accadere è quando due parole sono unite in una stasi o semistasi, come nelle frasi ἵνα Φοῖβον hína Phoîbon 'cosicché Febo' (primo inno) e πόλει Κεκροπίᾳ pólei Kekropíāi 'nella città di Cecropia' nel secondo inno delfico:
L'assimilazione tonale o sandhi tonale fra toni vicini è comune nelle lingue tonali. Devine e Stephens, citando un fenomeno simile nella lingua nigeriana hausa, commentano: "Questa non è un'incongruenza, ma riflette una caratteristica dell'intonazione di frase nel parlato spontaneo".

#### Accento circonflesso
L'accento circonflesso veniva scritto solo su vocali lunghe o dittonghi. In musica è solitamente posto su un melisma di due note, con la prima più alta della seconda. Così ad esempio nel primo inno delfico la parola Φοῖβον Phoîbon 'Febo' è posta sulle stesse note di θύγατρες thýgatres 'figlie' poco prima sulla stessa riga, con l'unica eccezione che le prime due note stanno sulla stessa sillaba invece che a cavallo di due sillabe. Esattamente come l'accento acuto, il circonflesso può essere preceduto sia da una nota alla stessa altezza, come in ᾠδαῖσι ōidaîsi 'con canti', o da un innalzamento, come in μαντεῖον manteîon 'oracolare':
Sembra quindi che l'accento circonflesso fosse pronunciato esattamente come l'acuto, con la differenza che la discesa avveniva solitamente all'interno della stessa sillaba. Ciò è chiaro dalla descrizione di Dionigi di Alicarnasso (vedi sopra), che ci riferisce che l'accento circonflesso era una giustapposizione di tono alto e di tono basso nella stessa sillaba, ed è suggerito dalla parola ὀξυβαρεῖα oxybareîa 'acuto-grave', che è uno dei nomi dati all'accento circonflesso nei tempi antichi. Un'altra descrizione era δίτονος dítonos 'di due toni'.
Un'altra prova della pronuncia dell'accento circonflesso è il fatto che quando due vocali si contraevano in una, se la prima aveva l'accento acuto il risultato era un accento circonflesso: ad esempio ὁρά-ω horá-ō 'vedo' è contratto in ὁρῶ horô con accento circonflesso che combina i due toni rispettivamente acuto e grave delle due vocali originarie.
Nella maggior parte degli esempi negli inni delfici l'accento circonflesso è posto su un melisma di due note. Tuttavia, negli inni di Mesomede, soprattutto nell'inno a Nemesi, è più comune trovare l'accento circonflesso su una singola nota. Devine e Stephens vedono in questo la perdita graduale nel tempo della distinzione fra acuto e circonflesso.
Uno dei punti in cui un accento circonflesso può stare su una singola nota è in frasi dove un sostantivo è unito a un genitivo o un aggettivo. Esempi sono μῆρα ταύρων mêra taúrōn (primo inno delfico) 'cosce di toro', Λατοῦς γόνε Latoûs góne 'figlio di Latona' (preghiera a Calliope e Apollo di Mesomede), γαῖαν ἅπασαν gaîan hápasan 'tutto quanto il mondo' (inno al sole di Mesomede). In queste frasi l'accento della seconda parola è più alto o alla stessa altezza di quello della prima parola, e proprio in frasi come ἵνα Φοῖβον hína Phoîbon menzionate in precedenza, la mancanza di discesa del tono sembra rappresentare una qualche sorta di assimilazione o sandhi tonale fra i due accenti:
Quando un accento circonflesso appare subito prima di una virgola ha regolarmente una sola nota nella musica, come in τερπνῶν terpnôn 'gradite' nell'Invocazione a Calliope di Mesomede mostrata sopra. Altri esempi sono κλυτᾷ klytâi 'famosa', ἰοῖς ioîs 'con frecce' nel secondo inno delfico, ζῇς zêis 'tu vivi' nell'epitaffio di Sicilo e θνατῶν thnatôn, ἀστιβῆ astibê e μετρεῖς metreîs nell'Inno a Nemesi di Mesomede.
Un altro luogo in cui l'accento circonflesso ha talvolta una nota ferma nella musica è quando si trova sulla penultima sillaba di una parola, con la discesa che arriva solo nella sillaba seguente. Esempi sono παῖδα paîda, πᾶσι pâsi (primo inno delfico), λῆξε lêxe, σῷζε sôize e Φοῖβον Phoîbon (secondo inno delfico) e χεῖρα kheîra, πῆχυν pêkhyn (Inno a Nemesi).

#### Accento grave
Il terzo segno di accento usato in greco antico è l'accento grave, il quale si trova solo sull'ultima sillaba di una parola, ad esempio ἀγαθὸς ἄνθρωπος agathòs ánthrōpos 'un uomo buono'. Gli studiosi sono divisi sul senso da attribuirgli; non è chiaro infatti se indichi che la parola debba essere completamente atona oppure se si tratti di un accento intermedio. In alcuni documenti particolarmente antichi che fanno uso di accenti scritti l'accento grave poteva essere segnato su qualsiasi sillaba che portasse il tono basso, non soltanto l'ultima di una parola, ad esempio Θὲόδὼρὸς.
Alcuni studiosi, come il linguista russo Trubeckoj, hanno suggerito che, siccome di solito non c'è discesa dopo un accento grave, l'innalzamento di tono che si sente alla fine di una frase non era fonologicamente un vero accento, ma un semplice accento frasale generico come si può sentire in luganda. Altri studiosi, invece, come Devine e Stephens, affermano al contrario che l'accento grave alla fine di una parola fosse un vero accento, ma che in certi contesti il suo tono fosse soppresso.
In musica una parola con accento grave spesso non è accentata affatto ed è posta su una nota ferma, come in questi esempi dal secondo inno delfico, ὃν ἔτικτε Λατὼ μάκαιρα hòn étikte Latṑ mákaira 'colui che Latona beata ha generato' e τότε λιπὼν Κυνθίαν νᾶσον tóte lipṑn Kynthían nâson 'quando, dopo aver lasciato l'isola Cinzia', nei quali le parole Λατὼ Latṑ 'Latona' e λιπὼν lipṑn 'che ha lasciato' non presentano sillabe innalzate:
Tuttavia occasionalmente le sillabe con accento grave possono essere leggermente più alte rispetto al resto della parola. Ciò accede solitamente quando la parola con accento grave forma parte di una frase in cui le musica è comunque ascendente verso una parola accentata, come in καὶ σοφὲ μυστοδότα kaì sophè mystodóta 'e tu, saggio iniziatore ai misteri' nella preghiera di Mesomede mostrata sopra, o in λιγὺ δὲ λωτὸς βρέμων, αἰόλοις μέλεσιν ᾠδὰν κρέκει ligỳ dè lōtòs brémōn, aiólois mélesin ōidàn krékei 'e il flauto, risuonando chiaramente, produce un canto con vivaci melodie' nel primo inno delfico:
Negli inni delfici l'accento grave non è quasi mai seguito da una nota più grave. Nella musica più tarda, però, troviamo vari esempi in cui l'accento grave è seguito da una discesa del tono, come nella frase qui sotto, 'la cruda sorte dei mortali si volge' (Inno a Nemesi), dove la parola χαροπὰ kharopā̀ 'crudele, dagli occhi ferini' presenta in tutto e per tutto un accento:
Quando una parola ossitona come ἀγαθός agathòs 'buono' si trova prima di una pausa, l'accento è scritto come acuto. Vari esempi nella musica riportano questo innalzamento del tono prima di una virgola, ad esempio Καλλιόπεια σοφά Kalliópeia sophá 'saggia Calliope' mostrato sopra, o nella prima riga dell'inno a Nemesi ('Nemesi, peso alato [della bilancia] della vita'):
Nella musica praticamente non ci sono esempi di parole ossitone in fine di tranne il seguente, dove le stesse parole sono ripetute al termine della stanza. Qui il tono scende e sembra ritirarsi sull'ultima sillaba:
Questo, però, contraddice la descrizione degli antichi grammatici, secondo la quale un accento grave diventa acuto (intendendo un innalzamento del tono) in fine di frase come anche prima di una virgola.

#### Intonazione generale
Devine e Stephens osservano che è inoltre possible trarre dagli inni delfici alcune indicazioni sull'intonazione del greco antico. Ad esempio, nella maggior parte delle lingue il tono ha la tendenza ad abbassarsi gradualmente a mano a mano che la frase prosegue. Questa tendenza, nota come deriva discendente, sembra essere esistita anche in greco. Ad esempio, nella seconda riga del primo inno delfico c'è una graduale discesa da un tono alto a uno basso, seguito da un salto di un'ottava all'inizio della frase successiva. Le parole μόλετε συνόμαιμον ἵνα Φοῖβον ᾠδαῖσι μέλψητε χρυσεοκόμαν mólete synómaimon hína Phoîbon ōidaîsi mélpsēte khryseokómān significano: 'venite, cosicché possiate cantare con odi a [vostro] fratello Febo dai capelli d'oro':
Tuttavia, non tutte le frasi seguono questa regola: alcune sembrano infatti avere una tendenza ascendente, come nella frase seguente dal primo inno delfico, che, ripristinata, dice τρίποδα μαντεῖον ὡς εἷλ[ες ὃν μέγας ἐ]φρούρει δράκων trípoda manteîon hōs heîl[es hòn mégas e]phroúrei drákōn 'come tu prendesti il tripode profetico che il grande serpente sorvegliava'. Qui l'intera frase sale fino alla parola enfatizzata δράκων drákōn 'serpente':
In italiano la voce prima di una virgola tende a mantenere un tono innalzato, per indicare che la frase non è terminata, e questo sembra applicarsi anche al greco. Subito prima di una virgola un accento circonflesso non scende ma viene regolarmente posto su una nota statica, come nella prima riga dell'Epitaffio di Sicilo, che dice 'Finché sei vivo, mostrati! Non affligerti per nulla':
Un tono più alto è inoltre usato per nomi propri e parole enfatiche, in particolare in situazioni dove un ordine delle parole marcato indica enfasi o focalizzazione. Un esempio si trova nella seconda parte dell'epitaffio di Sicilo, dove le ultime due righe dicono 'la vita dura poco; Il tempo esige infine il suo tributo'. Nella seconda frase, dove l'ordine è oggetto – soggetto – verbo, la parola χρόνος khrónos 'tempo' ha il tono più alto, come se fosse enfatizzata:
Un'altra situazione in cui non si verifica deriva discendente è evidente quando compare una parola non lessicale, come ἵνα hína 'cosicché' o τόνδε tónde 'questo'. Nella musica l'accento in una parola che ne segue una non lessicale è soliltamente alla stessa altezza del precedente, non più basso. Non c'è quindi deriva discendente in frasi come τόνδε πάγον tónde págon 'questa rupe' o ἵνα Φοῖβον hína Phoîbon 'cosicché Febo', dove in ogni caso la seconda parola è più important della prima:
Le frasi che contengono un genitivo, come Λατοῦς γόνε Latoûs góne 'figlio di Latona' menzionata sopra, o μῆρα ταύρων mêra taúrōn 'cosce di tori' nell'esempio sopra dal primo inno delfico, di nuovo non mostrano deriva discendente, ma in entrambe la seconda parola è leggermente più alta della prima:

#### Strofe e antistrofe
Oggetto di discussione nella relazione fra la musica e l'accento delle parole è cosa potesse accadere nella musica corale, che era scritta in coppie di stanze corrispondenti note come strofi e antistrofi. Ritmicamente esse erano sempre perfettamente corrispondenti ma gli accenti delle parole nell'antistrofe solitamente non corrispondevano a quelli della strofe. Dal momento che nessuna delle musiche sopravvissute contiene sia la strofe che l'antistrofe, non è chiaro se venisse usata la stessa musica per ogni stanza, ignorando gli accenti in una o nell'altra, o se invece la musica fosse simile ma leggermente variata in modo da adattarsi agli accenti. Le righe seguenti, dall'inno al sole di Mesomede, che sono molto simili ma mostrano lievi differenze nelle prime cinque note, indicano come ciò potesse accadere:

## Cambiamenti nel greco moderno

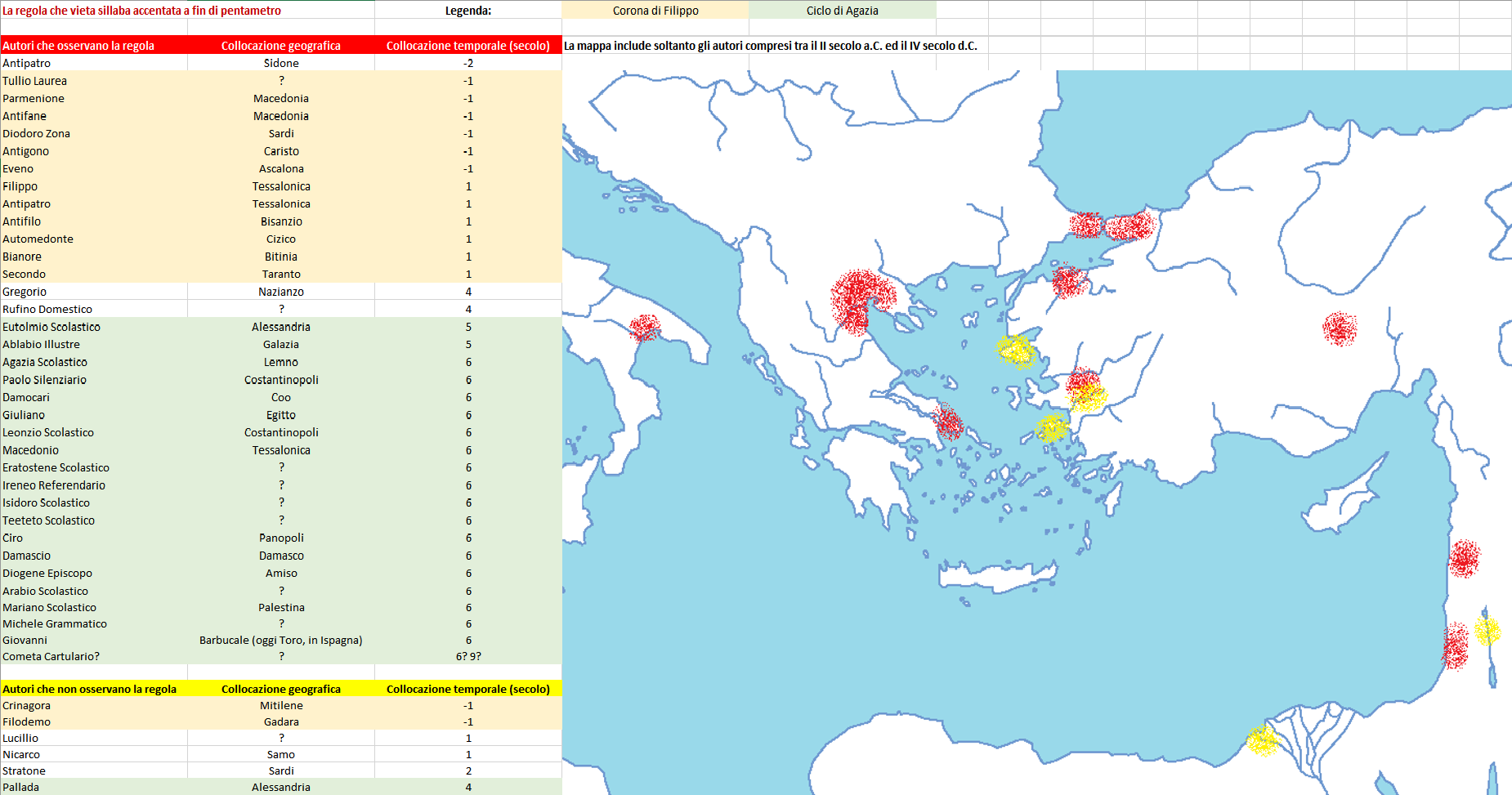
Diffusione dell'uso, tra i poeti ellenistici (dal II sec. a.C.), di evitare sillabe accentate in fine di pentametro. È possibile che ciò sia indizio della transizione verso un'accentazione intensiva.

In greco moderno l'accento è rimasto prevalentemente sulla stessa sillaba in cui era in greco antico, ma è intensivo piuttosto che musicale, cosicché la sillaba accentata, come ad esempio la prima sillaba di ἄνθρωπος, può essere pronunciata talvolta acuta, talvolta grave. Si ritiene che questo cambiamento sia avvenuto intorno all II-IV sec. d.C., più o meno nello stesso periodo in cui si perse la distinzione della quantità vocalica. Uno dei primi scrittori a scrivere poesia basata sull'accento fu Gregorio Nazianzeno nel IV secolo, che scrisse due inni in cui la quantità vocalica non ha alcun ruolo nella metrica, ma quasi ogni verso è accentato sulla penultima sillaba.
In greco moderno non c'è nessuna differenza di pronuncia negli antichi accenti acuto, grave e circonflesso e nel moderno sistema monotonico introdotto nelle scuole nel 1982 è usato un solo accento, quello acuto, mentre i monosillabi si scrivono senza accento (tranne nei casi in cui ha valore diacritico).

## Leggi di posizionamento dell'accento

### Legge di limitazione
L'accento non può ritrarsi oltre la terzultima sillaba.
Se un accento si trova sulla terzultima è sempre acuto; ad esempio:
- θάλασσα thálassa 'mare'
- ἐποίησαν epoíēsan 'fecero'
- ἄνθρωπος ánthrōpos 'persona, essere umano'
- ἄνθρωποι ánthrōpoi 'gente'
- βούλομαι boúlomai 'voglio'

Eccezione: ὧντινων hôntinōn 'di chiunque/qualunque cosa (plur.)', in cui la seconda parola è enclitica.
Con qualche eccezione, l'accento può stare sulla terzultima solo se l'ultima è breve. L'ultima sillaba è breve se termina in vocale breve, se termina in vocale breve seguita da non più di una consonante, o se è una delle uscite -οι -oi o -αι -ai, come nei precedenti esempi. Ma, in parole come le seguenti, che hanno la sillaba finale lunga, l'accento si sposta in avanti sulla penultima:
- ἀνθρώπου anthrṓpou 'di una persona'
- ἀνθρώποις anthrṓpois 'alle persone'
- ἐβουλόμην eboulómēn 'volevo'

L'uscita -ει -ei è sempre lunga e nel modo ottativo le terminazioni -οι -oi e -αι -ai sono anch'esse lunghe e provocano lo spostamento dell'accento:
- ποιήσει poiḗsei 'farà'
- ποιήσοι poiḗsoi 'che [egli] possa fare' (ottativo futuro)

Inoltre l'accento non può stare sulla penultima se la parola esce in -ξ -x o -ψ -ps, da cui deriva la differenza in coppie di parole come le seguenti:
- φιλόλογος philólogos 'amante delle parole', ma φιλοκόλαξ philokólax 'amante dell'adulazione'

Eccezioni, in l'accento può rimanere sulla terzultima anche se l'ultima sillaba è lunga, sono alcune parole terminanti in -ων -ōn o -ως -ōs, per esempio:
- πόλεως póleōs 'di una città', πόλεων póleōn 'di varie città' (genitivo)
- χρυσόκερως khrysókerōs 'dal corno d'oro', ῥινόκερως rhinókerōs 'rinoceronte'
- ἵλεως híleōs 'propizio'[57], Μενέλεως Menéleōs 'Menelao'

### Lex σωτῆραsōtêrao "del trocheo finale"
Quando l'accento si trova sulla penultima sillaba se le vocali delle ultime due sillabe sono rispettivamente lunga e breve, ossia formano un trocheo. Questo si applica anche in parole in -ξ -ks o -ψ -ps:
- σῶμα sôma 'corpo'
- δοῦλος doûlos 'schiavo'
- κῆρυξ kêrux 'araldo'
- λαῖλαψ laîlaps 'tempesta'

Questa regola è nota come lex σωτῆρα sōtêra o "del trocheo finale", perché l'accusativo della parola σωτήρ sōtḗr 'salvatore' diventa σωτῆρα sōtêra.
Nella maggior parte dei casi i dittonghi finali -οι -oi e -αι -ai sono considerati brevi:
- ναῦται naûtai 'marinai'
- ποιῆσαι poiêsai 'fare'
- δοῦλοι doûloi 'schiavi'

Diversamente l'accento è acuto:
- ναύτης naútēs 'marinaio'
- κελεύει keleúei 'egli ordina'
- δούλοις doúlois 'agli schiavi (dativo)'

Eccezione 1: certi composti formati da una parola normale e un suffisso enclitico hanno accento acuto nonostante il trocheo finale:
- οἵδε hoíde 'questi', ἥδε hḗde 'questa' (ma τῶνδε tônde 'di questi/queste')
- ὥστε hṓste 'cosicché', οὔτε oúte 'né'
- εἴθε eíthe 'se solo'
- οὔτις oútis 'nessuno' (usato come nome proprio nell'Odissea, Οὖτις Oûtis[59]

Eccezione 2: nei relitti di locativo e nel modo ottativo le uscite -οι -oi e -αι -ai sono considerate brevi:
- οἴκοι oíkoi 'dentro casa' (cf. οἶκοι oîkoi 'case')
- ποιήσαι poiḗsai 'che [egli] possa fare' (aoristo ottativo, = ποιήσειε poiḗseie) (cf. ποιῆσαι poiêsai 'fare')

### Legge della persistenza
Secondo la terza legge principale dell'accentazione greca, dopo quella di limitazione e quella del trocheo finale, l'accento in sostantivi, aggettivi e pronomi resta, nei limiti e condizioni imposti dalle altre leggi, sulla stessa sillaba (contando dall'inizio della parola) in tutti i casi, numeri e generi. Ad esempio:
- ζυγόν zygón 'giogo', pl. ζυγά zygá 'gioghi'
- στρατιώτης stratiṓtēs 'soldato', στρατιῶται stratiôtai 'soldati'
- πατήρ patḗr 'padre', pl. πατέρες patéres 'padri'
- σῶμα sôma 'corpo', pl. σώματα sṓmata 'corpi'

Ma una sillaba in più o una terminazione lunga provocano lo spostamento dell'accento:
- ὄνομα ónoma 'nome', pl. ὀνόματα onómata 'nomi'
- δίκαιος díkaios 'giusto', femm. δικαίᾱ dikaíā 'giusta'
- σῶμα sôma 'corpo', gen. pl. σωμάτων sōmátōn 'di corpi'

### Eccezioni alla legge della persistenza
La legge della persistenza ha alcune eccezioni.
Eccezione 1: le parole seguenti spostano l'accento nel plurale:
- ἀνήρ anḗr 'uomo', pl. ἄνδρες ándres 'uomini'
- θυγάτηρ thygátēr 'figlia', pl. θυγατέρες thygatéres (poetico θύγατρες thýgatres) 'figlie'
- μήτηρ mḗtēr 'madre', pl. μητέρες mētéres 'madri'

L'accusativo singolare e plurale ha lo stesso accento del nominativo plurale descritto sopra.
Il nome Δημήτηρ Dēmḗtēr 'Demetra' cambia l'accento al genitivo Δήμητρος Dḗmētros, al dativo Δήμητρι Dḗmētri e all'accusativo Δήμητρα Dḗmētra.
Eccezione 2: alcuni vocativi (soprattutto nella terza declinazione) hanno l'accento recessivo:
- Σωκράτης Sōkrátēs 'Socrate', Σώκρατες Sṓkrates 'Socrate!'
- πατήρ patḗr, ὦ πάτερ páter 'padre!'

Eccezione 3: tutti i sostantivi della prima declinazione e tutti i neutri della terza uscenti in -ος -os hanno il genitivo plurale in -ῶν -ôn. Questo accade anche negli aggettivi della prima classe, ma solo se il genitivo plurale femminile è diverso dal maschile:
- στρατιώτης stratiṓtēs 'soldato', gen. pl. στρατιωτῶν stratiōtôn 'di soldati'
- τὸ τεῖχος tò teîkhos 'il muro', gen. pl. τῶν τειχῶν tôn teikhôn 'dei muri'

Eccezione 4: alcuni sostantivi della terza declinazione, inclusi i monosillabi, hanno l'accento sulla terminazione del genitivo, del dativo singolare, duale e plurale. Ciò si applica anche all'aggettivo πᾶς pâs 'tutto', ma solo al singoalre. Altri dettagli saranno dati più avanti.
- πούς poús 'piede', gen. sing. ποδός podós, dat. sing. ποδί podí, acc. sing. πόδα póda

Eccezione 5: alcuni aggettivi, ma non tutti, spostano l'accento sulla terzultima nel neutro:
- βελτίων beltíōn 'migliore', neutro βέλτιον béltion
- ma: χαρίεις kharíeis 'grazioso', neutro χαρίεν kharíen

Eccezione 6: il seguente aggettivo ha l'accento sulla seconda sillaba nelle forme che contengono -αλ- -al-:
- μέγας mégas 'grande', pl. μεγάλοι megáloi 'grandi'

### Parole ossitone
Le parole ossitone, ossia accentate sull'ultima sillaba, hanno regole proprie.

#### Cambio in accento grave
Normalmente in una frase, ogni qual volta una parola ossitona è seguita da un'altra non enclitica, l'accento acuto si cambia in accento grave; ma prima di una pausa (come una virgola, punto in alto, punto in basso o fine di verso), rimane acuto:
- ἀνὴρ ἀγαθός anḕr agathós 'uomo buono'

Non tutti gli editori seguono la regola in fine di verso.
L'accento acuto rimane inoltre prima di un'enclitica come ἐστί estí 'è':
- ἀνὴρ ἀγαθός ἐστι anḕr agathós esti 'è un uomo buono'

Nelle parole τίς; tís? 'chi?' e τί; tí? 'cosa?/perché?', tuttavia, l'accento rimane sempre acuto, anche se segue una parola accentata:
- τίς οὗτος; tís hoûtos? 'chi è costui?'
- τί ποιεῖς; tí poieîs? 'cosa stai facendo?'

#### Cambio in accento circonflesso
Quando un sostantivo o un aggettivo viene declinato spesso la terminazione con accento acuto cambia in circonflesso. Nella prima e nella seconda declinazione le parole ossitone cambiano l'accento in circonflesso nel genitivo e nel dativo. Ciò accade anche nel duale e nel plurale, come anche all'articolo determinativo:
- ὁ θεός ho theós 'il dio', gen. sing.  toû theoû 'del dio', dat. sing. τῷ θεῷ tôi theôi 'al dio', acc. sing. τὸν θεόν tòn theón 'il dio'

Le parole ossitone della declinaziona detta "attica" mantengono l'accento acuto al genitivo e al dativo:
- ἐν τῷ νεῴ en tôi neṓi 'nel tempio'

I sostantivi della terza declinazione come βασιλεύς basileús 're' cambiano l'acuto in circonflesso nel dativo e vocativo singolari e nel nominativo plurale:
- βασιλεύς basileús, dat. sing. βασιλεῖ basileî, voc. sing. βασιλεῦ basileû, nom. pl. βασιλεῖς basileîs o βασιλῆς basilês

Gli aggettivi del tipo ἀληθής alēthḗs 'vero' cambiano l'accento da acuto a circonflesso in tutte le terminazioni che hanno la vocale lunga:
- ἀληθής alēthḗs, gen. sing. ἀληθοῦς alēthoûs, dat. sing. ἀληθεῖ alētheî, acc. sing. ἀληθῆ alēthê, nom./acc. pl. ἀληθεῖς alētheîs, gen. pl. ἀληθῶν alēthôn

Gli aggettivi del tipo ἡδύς hēdýs 'dolce' cambiano l'acuto in circonflesso nel dativo singolare e nel nominativo e accusativo plurali:
- ἡδύς hēdýs, dat. sing. ἡδεῖ hēdeî, nom./acc. pl. ἡδεῖς hēdeîs

### Parole atone
Le parole seguenti non hanno accento, solo lo spirito:
- le forme dell'articolo che iniziano in vocale (ὁ, ἡ, οἱ, αἱ ho, hē, hoi, hai)
- le preposizioni ἐν en 'in', εἰς (ἐς) eis (es) 'verso', ἐξ (ἐκ) ex (ek) 'da'
- la congiunzione εἰ ei 'se'
- la congiunzione ὡς hōs 'come, che' (come preposizione anche 'verso')
- l'avverbio negativo οὐ (οὐκ, οὐχ) ou (ouk, oukh) 'non'.

Tuttavia, alcune di queste parole possono prendere l'accento se sono in posizione enfatica. ὁ, ἡ, οἱ, αἱ ho, hē, hoi, hai sono scritte ὃ, ἣ, οἳ, αἳ quando significano 'il quale'; e οὐ ou è scritto οὔ in fine di frase.

### L'articolo determinativo
L'articolo determinativo nel nominativo singolare e plurale maschile e femminile ha soltanto lo spirito aspro, nessun accento:
- ὁ θεός ho theós 'il dio'
- οἱ θεοί hoi theoí 'gli dèi'

Diversamente il nominativo e l'accusativo hanno l'accento acuto che, nel contesto di una frase, è scritto grave:
- τὸν θεόν tòn theón 'il dio' (accusativo)
- τὰ ὅπλα tà hópla 'le armi'

Il genitivo e il dativo (singolare, plurale e duale), però, hanno l'accento circonflesso:
- τῆς οἰκίας tês oikíās 'della casa' (genitivo)
- τῷ θεῷ tôi theôi 'al dio' (dativo)
- τοῖς θεοῖς toîs theoîs 'agli dèi' (dativo plurale)
- τοῖν θεοῖν toîn theoîn 'dei/ai due dèi'

Le parole ossitone della prima e della seconda declinazione, come θεός theós, sono accentate nello stesso modo dell'articolo, con accento circonflesso al genitivo e al dativo.

### Sostantivi

#### Prima declinazione

##### Tipi
Queste parole uscenti in -ᾰ -a breve sono tutte recessive:
- θάλασσα thálassa 'mare', Μοῦσα Moûsa 'Musa', βασίλεια basíleia 'regina', γέφυρα géphyra 'ponte', ἀλήθεια alḗtheia 'verità', μάχαιρα mákhaira 'coltello', γλῶσσα glôssa 'lingua'

Fra quelle che escono in -ᾱ -ā lunga o in -η -ē, alcune hanno l'accento sulla penultima:
- οἰκία oikíā 'casa', χώρα khṓrā 'regione, paese', νίκη nī́kē 'vittoria', μάχη mákhē 'battaglia', ἡμέρα hēmérā 'giorno', τύχη týkhē 'fortuna, caso', ἀνάγκη anánkē 'necessità', τέχνη tékhnē 'abilità, arte', εἰρήνη eirḗnē 'pace'

Altre sono ossitone:
- ἀγορά agorā́ 'piazza [del mercato]', στρατιά stratiā́ 'esercito', τιμή tīmḗ 'onore', ἀρχή arkhḗ 'comando; inizio', ἐπιστολή epistolḗ 'missiva, lettera', κεφαλή kephalḗ 'testa', ψυχή psȳkhḗ 'anima', βουλή boulḗ 'volontà; riunione, consiglio, adunanza deliberante'

Un piccolo numero ha un'uscita contratta con accento circonflesso sull'ultima sillaba:
- γῆ gê 'terra, paese', Ἀθηνᾶ Athēnâ 'Atena', μνᾶ mnâ 'mina (moneta)'

I sostantivi maschili della prima declinazione solitamente hanno l'accento sulla penultima:
- στρατιώτης stratiṓtēs 'soldato', πολίτης polítēs 'cittadino', νεανίας neāníās 'giovanotto', ναύτης naútēs 'marinaio', Πέρσης Pérsēs 'Persiano', δεσπότης despótēs 'padrone', Ἀλκιβιάδης Alkibiádēs 'Alcibiade', Μιλτιάδης Miltiádēs 'Milziade'

Pochi, specialmente nomina agentis, sono ossitoni:
- ποιητής poiētḗs 'poeta', κριτής kritḗs 'giudice', μαθητής mathētḗs 'studente, discepolo', ἀθλητής athlētḗs 'atleta', αὐλητής aulētḗs 'auleta'

Infine, alcuni hanno l'ultima sillaba contratta:
- Ἑρμῆς Hermês 'Hermes', Βορρᾶς Borrhâs 'Borea, vento del nord'

##### Movimento dell'accento
In parole proparossitone come θάλασσα thálassa, con vocale finale breve, l'accento si sposta sulla penultima nell'accusativo plurale e nel genitivo e dativo singolare, duale e plurale, cioè quando la vocale finale diventa lunga:
- θάλασσα thálassa 'mare', gen. τῆς θαλάσσης tês thalássēs 'del mare'

In parole con accento sulla penultima non c'è spostamento. Ma se le ultime due sillaba formano un trocheo cambia in circonflesso:
- στρατιώτης stratiṓtēs 'soldato', nom. pl. οἱ στρατιῶται hoi stratiôtai 'i soldati'

In parole ossitone l'accento cambia in circonflesso nel genitivo e nel dativo (anche nel duale e nel plurale), come nell'articolo determinativo:
- τῆς στρατιᾶς tês stratiâs 'dell'esercito', τῇ στρατιᾷ têi stratiâi 'all'esercito'

Tutti i sostantivi della prima declinazione hanno l'accento circonflesso sulla sillaba finale al genitivo plurale:
- στρατιωτῶν stratiōtôn 'di soldati', ἡμερῶν hēmerôn 'di giorni'

Il vocativo dei sostantivi della prima declinazione solitamente ha l'accento sulla stessa sillaba del nominativo. Ma la parola δεσπότης despótēs 'padrone' ha il vocativo accentato sulla prima sillaba:
- ὦ νεανία ô neānía 'oh giovane!', ὦ ποιητά ô poiētá 'oh poeta'
- ὦ δέσποτα ô déspota 'oh padrone!'[67]

#### Seconda declinazione

##### Tipi
La maggior parte dei sostantivi della seconda declinazione ha l'accento recessivo, ma ci sono alcuni ossitoni e pochi né ossitoni né recessivi e contratti:
- ἄνθρωπος ánthrōpos 'persona', ἵππος híppos 'cavallo', πόλεμος pólemos 'guerra', νῆσος nêsos 'isola', δοῦλος doûlos 'schiavo', λόγος lógos 'parola', θάνατος thánatos 'morte', βίος bíos 'vita', ἥλιος hḗlios 'sole', χρόνος khrónos 'tempo', τρόπος trópos 'maniera', νόμος nómos 'legge, usanza', θόρυβος thórybos 'chiasso, rumore', κύκλος kýklos 'cerchio'
- θεός theós 'dio', ποταμός potamós 'fiume', ὁδός hodós 'strada', ἀδελφός aldephós 'fratello', ἀριθμός arithmós 'numero', στρατηγός stratēgós 'generale, stratego', ὀφθαλμός ophthalmós 'occhio', οὐρανός ouranós 'cielo', υἱός hyiós 'figlio', τροχός trokhós 'ruota'
- παρθένος parthénos '[ragazza] vergine', νεανίσκος neānískos 'ragazzino', ἐχῖνος ekhînos 'riccio, porcospino; riccio di mare'
- νοῦς noûs 'mente' (contratto da νόος), πλοῦς ploûs 'navigazione, viaggio [in mare]'

Anche le parole della declinazione attica possono essere ossitone:
- Μενέλεως Menéleōs 'Menelao', Μίνως Mínōs 'Minosse'
- νεώς neṓs 'tempio', λεώς leṓs 'popolo'

I sostantivi neutri sono generalmente recessivi, ma non tutti:
- δῶρον dôron 'dono', δένδρον déndron 'albero', ὅπλα hópla 'armi', στρατόπεδον stratópedon 'accampamento', πλοῖον ploîon 'barca', ἔργον érgon 'lavoro, opera', τέκνον téknon 'bambino, figlio', ζῷον zôion 'animale'
- σημεῖον sēmeîon 'segno', μαντεῖον manteîon 'oracolo', διδασκαλεῖον didascaleîon 'scuola'
- ζυγόν zygón 'giogo', ᾠόν ōión 'uovo', ναυτικόν nautikón 'flotta', ἱερόν hierón 'tempio' (gli ultimi due sono aggettivi sostantivati)

Le parole che terminano in -ιον -ion spesso hanno l'accento sulla penultima, soprattutto i diminutivi:
- βιβλίον biblíon 'libro', χωρίον khōríon 'spazio, luogo', παιδίον paidíon 'bambino, fanciullo', πεδίον pedíon 'pianura'

Ma alcune parole in -ιον -ion sono recessive, specialmente quelle con la penultima breve:
- ἱμάτιον himátion 'mantello', στάδιον stádion 'stadio' (600 piedi), 'gara di corsa', μειράκιον meirákion 'adolescente, giovanotto'

##### Movimento dell'accento
Come nella prima declinazione, l'accento negli ossitoni della seconda come θεός theós 'dio' cambia in circonflesso nel genitivo e nel dativo (singolare, duale e plurale):
- τοῦ θεοῦ toû theoû 'del dio', τοῖς θεοῖς toîs theoîs 'agli dèi'

Ma i sostantivi della declinazione attica mantengono l'accento acuto:
- τοῦ λεώ toû leṓ 'del popolo'

Diversamente dalla prima declinazione, le parole baritone non hanno l'accento circonflesso al genitivo plurale:
- τῶν ἵππων tôn híppōn 'dei cavalli'

#### Terza declinazione

##### Tipi
I sostantivi maschili e femminili della terza declinazione possono essere recessivi o ossitoni:
- μήτηρ mḗtēr 'madre', θυγάτηρ thygátēr 'figlia', φύλαξ phýlax 'guardia', πόλις pólis 'città, polis', γέρων gérōn 'anziano', λέων léōn 'leone', δαίμων daímōn 'demone, essere semidivino', τριήρης triḗrēs '[nave] trireme', μάρτυς mártys 'testimone', μάντις mántis 'indovino', τάξις táxis 'disposizione, ordinamento, posizionamento', Ἕλληνες Héllēnes 'Greci', Πλάτων Plátōn 'Platone', Σόλων Sólōn 'Solone', Δημοσθένης Dēmosthénēs 'Demostene'
- πατήρ patḗr 'padre', ἀνήρ anḗr 'uomo', γυνή gynḗ 'donna', βασιλεύς basileús 're', ἱππεύς hippeús 'cavaliere', χειμών kheimṓn 'tempesta; inverno', ἐλπίς elpís 'speranza', Ἑλλάς Hellás 'Grecia', ἰχθύς ikhthýs 'pesce', πατρίς patrís 'patria', ἀγών agṓn agone, gara', λιμήν limḗn 'porto', χιών khiṓn 'neve', χιτών khitṓn 'chitone, tunica', ὀδούς odoús 'dente', ἀσπίς aspís 'scudo', δελφίς delphís 'delfino', Ἀμαζών Amazṓn 'Amazzone', Ὀδυσσεύς Odysseús 'Odisseo, Ulisse', Σαλαμίς Salamís 'Salamina', Μαραθών Marathṓn 'Maratona'

Certi nomi che derivano da contrazione sono perispomeni:
- Ξενοφῶν Xenophôn 'Senofonte', Περικλῆς Periklês 'Pericle', Ποσειδῶν Poseidôn 'Poseidone', Ἡρακλῆς Hēraklês 'Ercole', Σοφοκλῆς Sophoklês 'Sofocle'

I monosillabi maschili e femminili similmente possono essere recessivi (con accento circonflesso) o ossitoni (con accento acuto): 
- παῖς paîs 'fanciullo, ragazzino', ναῦς naûs 'nave', βοῦς boûs 'bue, vacca', γραῦς graûs 'anziana', ὗς hŷs 'maiale', οἶς oîs 'pecora'
- χείρ kheír 'mano', πούς poús 'piede', νύξ nýx 'notte', Ζεύς Zeús 'Zeus', χθών khthṓn 'terra', μήν mḗn 'mese', Πάν Pán 'Pan', χήν khḗn 'anatra', αἴξ aíx 'capra'

I neutri della terza declinazione sono tutti recessivi e in monosillabi hanno l'accento circonflesso (comprese le lettere dell'alfabeto):
- ὄνομα ónoma 'nome', σῶμα sôma 'corpo', στόμα stóma 'mouth', τεῖχος teîkhos 'muro', ὄρος óros 'montagna', ἔτος étos 'anno', αἷμα haîma 'sangue', ὔδωρ hýdōr 'water', γένος génos 'nascita, origine; stirpe, famiglia', χρήματα khrḗmata 'beni, denaro', πρᾶγμα prâgma 'fatto, affari', πνεῦμα pneúma 'fiato, spirito', τέλος télos 'fine'
- πῦρ pŷr 'fuoco', φῶς phôs 'luce', κῆρ kêr 'cuore' (poetico)
- μῦ mŷ, φεῖ pheî, ὦ ô 'omega'

##### Movimento dell'accento
L'accento nel nominativo plurale e nell'accusativo singolare e plurale è solitamente sulla stessa sillaba del nominativo singolare, a meno che no contravvenga alla regola del trisillabismo. Quindi:
- χειμών kheimṓn, pl. χειμῶνες kheimônes 'tempeste'
- γυνή gynḗ, pl. γυναῖκες gynaîkes 'donne'
- πατήρ patḗr, pl. πατέρες patéres 'padri'
- ναῦς naûs, pl. νῆες nêes 'navi'
- σῶμα sôma, pl. σώματα sṓmata 'corpi'

Ma, in accordo con la legge del trisillabismo:
- ὄνομα ónoma, nominativo pl. ὀνόματα onómata 'nomi', gen. pl. ὀνομάτων onomátōn

Le seguenti sono eccezioni che hanno l'accento su una sillaba diversa al nominativo e accusativo plurali o all'accusativo singolare:
- ἀνήρ anḗr, pl. ἄνδρες ándres 'uomini'
- θυγάτηρ thygátēr, pl. θυγατέρες thygatéres (poetico θύγατρες thýgatres) 'figlie'
- μήτηρ mḗtēr, pl. μητέρες mētéres 'madri'

Ma il nome seguente è recessivo:
- Δημήτηρ Dēmḗtēr, acc. Δήμητρα Dḗmētra 'Demetra'

Le parole che terminano in -ευς -eus sono tutte ossitone, ma solo al nominativo singolare. In tutti gli altri casi l'accento è sulla ε e o η ē:
- βασιλεύς, βασιλέως, βασιλεῖ, βασιλέα basileús, basiléōs, basileî, basiléā 're', nom. pl. βασιλῆς basilês o βασιλεῖς basileîs

##### Spostamento dell'accento al genitivo e al dativo
Nei monosillabi della terza declinazione l'accento solitamente si sposta sulla sillaba finale nel genitivo e nel dativo. Il genitivo duale e plurale ha l'accento circonflesso:
- singolare: πούς, ποδός, ποδί, πόδα poús, podós, podí, póda 'piede'
duale: nom./acc. πόδε póde, gen./dat. ποδοῖν podoîn 'due piedi. coppia di piedi'
plurale: πόδες, ποδῶν, ποσί(ν), πόδας pódes, podôn, posí(n), pódas 'piedi'
- singolare: νύξ, νυκτός, νυκτί, νύκτα nýx, nyktós, nyktí, nýkta 'notte'
plurale: νύκτες, νυκτῶν, νυξί(ν), νύκτας

I seguenti sostantivi sono irregolari nella formazione, ma l'accento si sposta nello stesso modo:
- ναῦς, νεώς, νηΐ, ναῦν naûs, neṓs, nēí, naûn 'nave'
plurale: νῆες, νεῶν, ναυσί(ν), ναῦς nêes, neôn, nausí(n), naûs[62]
- Ζεύς, Διός, Διΐ, Δία Zeús, Diós, Dií, Día 'Zeus'

Anche i numeri 'uno', 'due' e 'tre' seguono questo schema (vedi oltre).
γυνή gynḗ 'donna' e κύων kýōn 'cane', sebbene non siano monosillabi, seguono lo stesso schema:
- γυνή, γυναικός, γυναικί, γυναῖκα gynḗ, gynaikós, gynaikí, gunaîka 'donna'
pl. γυναῖκες, γυναικῶν, γυναιξί(ν), γυναῖκας gunaîkes, kunaikôn, gynaixí(n), gunaîkas
- κύων, κυνός, κυνί, κύνα kýōn, kynós, kyní, kýna 'cane'
pl. κύνες, κυνῶν, κυσί(ν), κύνας kýnes, kynôn, kusí(n), kýnas[72]

Ci sono alcune irregolarità. I sostantivi παῖς paîs 'ragazzo, giovinetto' e Τρῶες Trôes 'Troiani' seguono questo schema tranne nel genitivo duale e plurale:
- singular παῖς, παιδός, παιδί, παῖδα paîs, paidós, paidí, paîda 'ragazzo'
παῖδες, παίδων, παισί(ν), παῖδας paîdes, paídōn, paisí(n), paîdas

L'aggettivo πᾶς pâs 'tutto' ha l'accento mobile solo al singolare: 
- singolare πᾶς, παντός, παντί, πάντα pâs, pantós, pantí, pánta

plurale πάντες, πάντων, πᾶσι(ν), πάντας pántes, pántōn, pãsi(n), pántas.
I participi monosillabici, come ὤν ṓn 'che è, essente', e il pronome interrogativo τίς; τί; tís? tí? 'chi? cosa?' hanno un accento fisso:
- singolare ὤν, ὄντος, ὄντι, ὄντα ṓn, óntos, ónti, ónta

plurale ὄντες, ὄντων, οὖσι(ν), ὄντας óntes, óntōn, oûsi(n), óntas
Le parole πατήρ patḗr 'padre', μήτηρ mḗtēr 'madre', θυγάτηρ thygátēr 'figlia', hanno la seguente accentazione:
- πατήρ, πατρός, πατρί, πατέρα patḗr, patrós, patrí, patéra 'padre'
pl. πατέρες, πατέρων, πατράσι(ν), πατέρας patéres, patérōn, patrási(n), patéras[74]

γαστήρ gastḗr 'ventre, stomaco' è simile:
- γαστήρ, γαστρός, γαστρί, γαστέρα gastḗr, gastrós, gastrí, gastéra 'ventre'
pl. γαστέρες, γαστέρας, γάστρων, γαστράσι(ν) gastéres, gastérōn, gastrási(n), gastéras

La parola ἀνήρ anḗr 'uomo' ha il seguente schema, con spostamento di accento al genitivo singolare e plurale:
- ἀνήρ, ἀνδρός, ἀνδρί, ἄνδρα anḗr, andrós, andrí, ándra 'uomo'
pl. ἄνδρες, ἀνδρῶν, ἀνδράσι(ν), ἄνδρας ándres, andrôn, adrási(n), ándras

Per quanto riguarda il genitivo plurale di τριήρης triḗrēs 'trireme', c'è incertezza. "Alcuni lo pronunciano baritono, altri perispomenono", scriveva un grammatico.
Sostantivi come πόλις pólis 'città' e ἄστυ ásty 'cittadella' con genitivo singolare -εως ásteōs 'di cittadella' mantengono l'accento sulla prima sillaba nel genitive singolare e plurale, nonostante la terminazione in vocale lunga:
- πόλις, πόλεως, πόλει, πόλιν pólis, póleōs, pólei, pólin 'città'
pl. πόλεις, πόλεως, πόλεσι(ν), πόλεις póleis, póleōn, pólesi(n), póleis

I neutri della terza declinaizone che terminano in -ος -os hanno l'accento circonflesso al genitivo plurale, ma per il resto sono recessivi:
- τεῖχος, τείχους, τείχει, τεῖχος teîkhos, teíkhous, teíkhei, teîkhos 'muro'
pl. τείχη, τειχῶν, τείχεσι(ν), τείχη teíkhē, teikhôn, teíkhesi(n), teíkhē

##### Vocativo
Solitamente il vocativo della terza declinazione è recessivo:
- πάτερ páter 'padre!', γύναι gýnai 'donna!', ὦ Σώκρατες ô Sṓkrates 'oh Socrate!', Πόσειδον Póseidon, Ἄπολλον Ápollon, Περίκλεις Períkleis[77]

Ma i seguenti hanno l'accento circonflesso sulla sillaba finale:
- ὦ Ζεῦ ô Zeû 'oh Zeus!', ὦ βασιλεῦ ô basileû 'oh re!'

### Aggettivi

#### Tipi
Gli aggettivi sono frequentemente ossitoni, ma ce ne sono anche di baritoni e alcuni con sillaba finale contratta. Esempi di ossitoni sono:
- ἀγαθός agathós 'buono', κακός kakós 'cattivo', καλός kalós 'bello', δεινός deinós 'terribile', Ἑλληνικός Hellēnikós 'greco', σοφός sophós 'saggio', ἰσχυρός iskhȳrós 'forte', μακρός makrós 'lungo', αἰσχρός aiskhrós 'turpe', ὑψηλός hypsēlós 'alto', μικρός mīkrós 'piccolo', πιστός pistós 'fidato', χαλεπός khalepós 'difficile'
- ἀριστερός aristerós 'mancino', δεξιτερός dexiterós 'destro'
- ἡδύς hēdýs 'piacevole', ὀξύς oxýs 'affilato; acuto', βαρύς barýs 'pesante; grave', ταχύς takhýs 'veloce', βραδύς bradýs 'lento', βαθύς bathýs 'profondo', γλυκύς glykýs 'dolce'. Il femminile di tutti questi esce in -εῖα -eîa.
- πολύς polýs 'molto', plurale πολλοί polloí 'molti'
- ἀληθής alēthḗs 'vero', εὐτυχής eutykhḗs 'fortunato', δυστυχής dystykhḗs 'sfortunato', ἀσθενής asthenḗs 'debole, malato', ἀσφαλής asphalḗs 'sicuro, senza rischi'

Recessivi:
- φίλιος phílios 'amichevole', πολέμιος polémios 'nemico', δίκαιος díkaios 'giusto', πλούσιος ploúsios 'ricco', ἄξιος áxios 'valoroso', Λακεδαιμόνιος Lakedaimónios 'spartano', ῥᾴδιος rhā́idios 'facile'
- μῶρος môros 'folle', ἄδικος ā́dikos 'ingiusto', νέος néos 'nuovo, giovane', μόνος mónos 'solo', χρήσιμος khrḗsimos 'utile', λίθινος líthinos 'di pietra', ξύλινος xýlinos 'di legno'
- ἄλλος állos 'altro', ἕκαστος hékastos 'ciascuno'
- ὑμέτερος hyméteros 'vostro', ἡμέτερος hēméteros 'nostro'
- ἵλεως híleōs 'benevolo'
- εὐμένης euménēs 'benevolo', δυσώδης dysṓdēs 'puzzolente', εὐδαίμων eudaímōn 'felcie'. Per altri aggettivi composti vedi oltre.
- πᾶς, πᾶσα, πᾶν pâs, pâsa, pân 'tutto', plurale πάντες pántes

Parossitoni:
- ὀλίγος olígos 'poco, piccolo', ἐναντίος enantíos 'opposto', πλησίος plēsíos 'vicino'
- μέγας mégās 'grande', femm. μεγάλη megálē, plurale μεγάλοι megáloi

Properispomeni:
- Ἀθηναῖος Athēnaîos 'Ateniese', ἀνδρεῖος andreîos 'coraggiosamente'
- ἑτοῖμος/ἕτοιμος hétoimos/hetoîmos 'pronto', ἐρῆμος/ἔρημος erḗmos/érēmos 'deserto'
- τοιοῦτος toioûtos 'tale', τοσοῦτος tosoûtos 'tanto grande'

Perispomeni:
- χρυσοῦς khrysoûs 'd'oro', χαλκοῦς khalkoûs 'di bronzo'

I comparativi e i superlativi degli aggettivi sono tutti recessivi:
- σοφώτερος sophṓteros 'più saggio', σοφώτατος sophṓtatos 'molto saggio'
- μείζων meízōn 'più grande', μέγιστος mégistos 'grandissimo'

Gli aggettivi che terminano in -ής -ḗ hanno l'accento circonflesso nella maggior parte delle uscite perché sono contratte:
- ἀληθής alēthḗs 'vero', plurale maschile ἀληθεῖς alētheîs

μῶρος môros 'folle' è ossitono nel Nuovo Testamento:
- πέντε δὲ ἐξ αὐτῶν ἦσαν μωραί pénte dè ex autôn ḗsan mōraí 'e cinque di loro erano folli' (Matteo 25,2)

I nomi propri derivati da aggettivi sono solitamente recessivi, anche se non lo è l'aggettivo:
- Ἀθήναιος Athḗnaios 'Ateneo', da Ἀθηναῖος Athēnaîos 'ateniese'
- Γλαῦκος Glaûkos, dam γλαυκός glaukós 'dagli occhi grigi'

#### Movimento dell'accento
Diversamente del greco moderno, che ha un accento fisso negli aggettivi, l'accento sulla terzultima si muove in avanti quando l'ultima sillaba è lunga:
- φίλιος phílios 'amichevole (masc.)', φιλίᾱ philíā 'amichevole (femm.)', femm. pl. φίλιαι phíliai

Il genitivo plurale degli aggettivi femminili è accentato -ῶν -ôn, ma solo negli aggettivi in cui i genitivi plurali maschili e femminili sono diversi:
- πᾶς pâs 'tutto', gen. pl. πάντων pántōn 'di tutti (masc./neutro)', πασῶν pasôn 'di tutte'

Ma:
- δίκαιος díkaios 'giusto', gen. pl. δικαίων dikaíōn (masch./femm.)

In un aggettivo baritono neutro, quando l'ultima vocale diventa breve l'accento di solito è recessivo:
- βελτίων beltī́ōn 'migliore', neutro βέλτιον béltīon

Tuttavia, quando la -ν -n era in origine *-ντ -nt, l'accento non recede (participi neutri compresi):
- χαρίεις kharíeis 'grazioso', neutro χαρίεν kharíen
- ποιήσας poiḗsās 'avendo fatto', neutro ποιῆσαν poiêsan

L'aggettivo μέγας mégās 'grande' sposta l'accento sulla penultima inelle forme che contengono la lambda (λ l:
- μέγας mégās 'grande', plurale μεγάλοι mégaloi

Il maschile πᾶς pâs 'tutto' e il neutro πᾶν pân portano l'accento sulle terminazioni del genitivo e del dativo, ma solo al singolare:
- πᾶς pâs 'tutto', gen. sing. παντός pantós, dat. sing. παντί pantí (ma gen. pl. πάντων pántōn, dat. pl. πᾶσι pâsi)

Il participio ὤν ṓn 'che è, essendo', genitivo ὄντος óntos, ha un accento fisso.

#### Vocali elise
Quando l'ultima sillaba di un aggettivo si elide, si pone un accento acuto (non circonflesso) sulla penultima:
- δείν' ἐποίει deín' epoíei 'faceva cose terribili' (per δεινά)
- πόλλ' ἀγαθά póll' agathá 'tante cose buone' (for πολλά)

Questa regola si applica anche ai verbi e ai sostantivi:
- λάβ' ὦ ξένε láb' ô xéne 'prendi (la coppa), straniero' (per λαβέ)

Ma non si applica a parole secondarie come le preposizioni e ἀλλά allá 'ma':
- πόλλ' οἶδ' ἀλώπηξ, ἀλλ' ἐχῖνος ἓν μέγα póll'oîd' alṓpēx, áll' ekhînos hèn méga
'la volpe sa molte cose, ma il riccio una importante' (Archiloco)

L'accento ritratto era sempre acuto. Si racconta la storia di un attore che, in una recita dell'Oreste di Euripide, invece di pronunciarae γαλήν᾽ ὁρῶ galḗn' horô 'vedo il mare calmo', per sbaglio disse γαλῆν ὁρῶ galên horô 'vedo una donnola', provocando le risate del pubblico e la derisone l'anno successivo nelle Rane di Aristofane.

### Aggettivi e sostantivi composti
I composti ordinari, ossia quelli che non sono 'oggetto-verbo', hanno solitamente l'accento recessivo:
- ἱπποπόταμος hippopótamos 'ippopotamo' ('cavallo di fiume')
- Τιμόθεος Tīmótheos 'Timoteo' ('che onora Dio')
- σύμμαχος sýmmakhos 'alleato' ('che combatte insieme')
- φιλόσοφος philósophos 'filosofo' ('che ama la saggezza')
- ἡμίονος hēmíonos 'mulo' ('mezzo asino')

Ma ci sono alcuni ossitoni:
- ἀρχιερεύς arkhiereús 'gran sacerdote'
- ὑποκριτής hypokrítēs 'attore, ipocrita'

I composti del tipo 'oggetto–verbo', se la penultima è lunga, sono di solito ossitoni:
- στρατηγός stratēgós 'generale, stratego' ('comandante dell'esercito')
- γεωργός geōrgós 'contadino' ('lavoratore della terra')
- σιτοποιός sītopoiós 'preparatore di pane, fornaio'

Ma i sostantivi della prima declinasione tendono a essere recessivi anche se la penultima è lunga:
- βιβλιοπώλης bibliopṓlēs 'venditore di libri'
- συκοφάντης sȳkophántēs 'delatore, sicofante' (lett. 'rivelatore di fichi')

I composti del tipo 'oggetto–verbo' quando la penultima sillaba è breve sono solitamente parossitoni:
- βουκόλος boukólos 'bovaro'
- δορυφόρος doryphóros 'portatore di lancia, doriforo'
- δισκοβόλος diskobólos 'lanciatore di disco, discobolo'
- ἡμεροσκόπος hēmeroskópos 'sentinella' (lett. guardia diurna)

Ma i seguenti, formati da ἔχω ékhō 'avere', sono recessivi:
- αἰγίοχος aigíokhos 'che porta l'egida, egioco'
- κληροῦχος klēroûkhos 'possessore di un lotto di terra, cleruco'

### Avverbi
Gli avverbi formati da aggettivi baritoni sono accentati sulla penultima, come anche quelli che provengono da aggettivi uscenti in -ύς -ýs; ma quelli formati da altri aggettivi ossitoni sono perispomeni:
- ἀνδρεῖος andreîos 'coraggioso', ἀνδρείως andreíōs 'coraggiosamente'
- δίκαιος díkaios 'giusto', δικαίως dikaíōs 'giustamente, rettamente'
- ἡδύς hēdýs 'piacevole', ἡδέως hēdéōs 'dolcemente'
- καλός kalós 'bello', καλῶς kalôs 'bene, felicemente'
- ἀληθής alēthḗs 'vero', ἀληθῶς alēthôs 'veramente'

Gli avverbi che escono in -κις -kis hanno l'accento sulla penultima:
- πολλάκις pollákis 'spesso'

### Numeri
I primi tre numeri hanno l'accento mobile al genitivo e al dativo in:
- εἷς heîs 'uno (masc.)', gen. ἑνός henós 'di uno', dat. ἑνί hení 'a uno', acc. ἕνα héna
- μία míā 'una', gen. μιᾶς miâs, dat. μιᾷ miâi, acc. μίαν míān
- δύο dýo 'due', gen/dat. δυοῖν dyoîn
- τρεῖς treîs 'tre', gen. τριῶν triôn, dat. τρισί trisí

Nonostante l'accento circonflesso in εἷς heîs, il negativo οὐδείς oudeís 'nessuno (masc.)' ha l'accento acuto. Anch'esso ha l'accento mobile al genitivo e al dativo:
- οὐδείς oudeís 'nessuno (masc.)', gen. οὐδενός oudenós 'di nessuno', dat. οὐδενί oudení 'a nessuno', acc. οὐδένα oudéna

Gli altri numeri fino a dodici sono:
- τέσσαρες téssares 'quattro', πέντε pénte 'cinque', ἕξ héx 'sei', ἐπτά heptá 'sette', ὀκτώ oktṓ 'otto', ἐννέα ennéa 'nove', δέκα déka 'dieci', ἕνδεκα héndeka 'undici' δώδεκα dṓdeka 'dodici'

Frequenti sono anche:
- εἴκοσι eíkosi 'venti', τριάκοντα triákonta 'trenta', ἑκατόν hekatón 'cento', χίλιοι khílioi 'mille'.

Gli ordinali hanno sempre l'accento recessivo, tranne quelli che escono in -στός -stós:
- πρῶτος prôtos 'primo', δεύτερος deúteros 'secondo', τρίτος trítos 'terzo' ecc., ma εἰκοστός eikostós 'ventesimo'

### Pronomi
I pronomi personali sono i seguenti:
- ἐγώ egṓ 'io', σύ sý 'tu', ἕ hé 'sé (stesso)'
- νῴ nṓi 'noi due', σφώ sphṓ 'voi due'
- ἡμεῖς hēmeîs 'noi', ὑμεῖς ȳ́meîs 'voi', σφεῖς spheîs 'essi'

Il genitivo o il dativo di tutti questi pronomi hanno l'accento circonflesso, eccetto i dativi ἐμοί emoí, σοί soí e σφίσι sphísi:
- ἐμοῦ emoû 'di me', ὑμῖν hȳmîn 'a voi', οἷ hoî 'a sé (stesso)'
- ἐμοί emoí 'a me', σοί soí 'a te' e σφίσι sphísi 'a loro (stessi)'

I casi obliqui di ἐγώ egṓ, σύ sý, ἕ hé e σφεῖς spheîs possono anche essere enclitici quando non sono enfativi (vedi oltre sotto Enclitici), nel qual caso sono scritti senza accento. Quando sono enclitici, ἐμέ emé, ἐμοῦ emoû e ἐμοί emoí sono abbreviati in με me, μου mou e μοι moi:
- ἔξεστί σοι exestí soi 'è possibile per te'
- εἰπέ μοι eipé moi 'dimmi'
- νόμος γὰρ ἦν οὗτός σφισι nómos gàr ên hoûtós sphisi 'era infatti questo il loro costume' (Senofonte)

La forma accentata si trova di solito dopo una preposizione: 
- ἔπεμψέ με Κῦρος πρὸς σέ epempsé me Kŷros pròs sé 'Ciro mi mandò a te'
- πρὸς ἐμέ pròs emé (a volte πρός με prós me) 'verso di me'

I pronomi αὐτός autós 'lui in persona', ἑαυτόν heautón 'sé stesso (riflessivo)' e ὅς hós 'che, il quale' cambiano l'accento in circonflesso al genitivo e al dativo:
- αὐτόν autón 'lo, lui', αὐτοῦ autoû 'di lui', αὐτῷ autôi 'a lui', αὐτοῖς autoîs 'a loro', ecc.

I pronomi con espansione -δε -de 'questo' and -τις -tis sono accentati come se la seconda parte fosse enclitica. Così l'accento di οἵδε hoíde non cambia in circonflesso anche se le sillabe sono lunga-breve:
- οἵδε hoíde 'questi', ὧντινων hôntinōn 'di molte cose'

I dimostrativi οὗτος hoûtos 'questo/codesto' e ἐκεῖνος ekeînos 'quello' hanno entrambi l'accento sulla penultima. Ma οὑτοσί houtosí 'quest'uomo qui' è ossitono.
Quando τίς tís significa 'chi?' è sempre accentato, anche quando non si trova prima di una pausa. Quando significa 'qualcuno' o 'un certo' è enclitico (vedi oltre sotto Enclitici):
- πρός τινα prós tina 'verso qualcuno'
- πρὸς τίνα; pròs tína? 'verso chi?'

L'accento su τίς tís è fisso e non si sposta sulle terminazioni del genitivo e del dativo.

### Preposizioni
ἐν en 'in', εἰς (ἐς) eis (es) 'in, verso' (movimento verso l'interno) e ἐκ (ἐξ) ek (ex) (movimento verso l'esterno) 'fuori da' non hanno accento, solo lo spirito dolce.
- ἐν αὐτῷ en autôi 'in lui /esso'

La maggior parte delle altre preposizioni hanni l'accento acuto sull'ultima sillaba quando sono isolate (ad es. ἀπό apó 'da' (movimento di allontanamento), ma nel contesto della frase l'accento diventa grave. Quando vengono elise l'accento non si ritrae e si presume che la preposizione fosse pronunciata atona:
- πρὸς αὐτόν pròs autón 'verso di lui'
- ἀπ᾽ αὐτοῦ ap' autoû '[proveniente] da lui'

Quando una preposizione precede il nome cui si riferisce è accentate sulla prima sillaba con l'eccezione di ἀμφί amphí 'intorno' e ἀντί antí 'invece di'):
- τίνος πέρι; tínos péri? 'a proposito di cosa?'[88]

Le seguenti preposizioni erano sempre accentate sulla prima sillaba, in ogni contesto:
- ἄνευ áneu 'senza', μέχρι mékhri 'fino a'

### Parole interrogative
Le parole interrogative sono quasi sempre recessive. In accordo con il principio secondo il quale in un monosillabo l'equivalente di un accento recessivo è un circonflesso, su un monosillabo con vocale lunga si troverà un circonflesso:
- πότε; póte? 'quando?', πόθεν; póthen? 'da dove?', πότερον... ἢ...; póteron... ḕ...? 'A... oppure B?', ποῖος; poîos? 'quale? di che tipo?', πόσος; pósos? 'quanto grande? quanto?', πόσοι; pósoi? 'quanti?'
- ἆρα...; âra, ἦ...; ê 'forse che...?'
- ποῦ; poû? 'dove?', ποῖ; poî? 'verso dove?', πῇ; pêi 'in che modo?'

Due eccezioni, con accentazione parossitna, sono le seguenti:
- πηλίκος; pēlíkos? 'di che età? quanto grande?', ποσάκις; posákis 'quanto spesso? quante volte?'

Le parole τίς; tís? e τί; tí? conservano l'accento acuto anche quando sono seguite da una parola. Diversamente dagli altri monosillabi, non spostano l'accento sulle terminazioni del genitivo o del dativo:
- τίς; tís? 'chi?', τί; tí? 'cosa?', 'perché?', τίνες; tínes? 'chi? quali persone?', τίνος; tínos? 'di chi? di cosa?', τίνι; tíni? 'a chi?', τίνος πέρι; tínos péri? 'a proposito di cosa?'

Alcune di queste parole, quando non portano l'accento o sono accentate sull'ultima sillaba, hanno significato indefinito:
- τις tis 'qualcuno', τινὲς tinès 'alcune persone', ποτε pote 'talora, in certe occasion', evc.

Quando vengono impiegate in domande indirette le parole interrogative sono solitamente prefissate con ὁ- ho- o ὅς- hós-. L'accentazione varia. Le seguenti sono accentate sulla penultima sillaba:
- ὁπότε hopóte 'quando', ὁπόθεν hopóthen 'da dove', ὁπόσος hopósos 'quanto grande', ὁπότερος hopóteros 'quale dei due'

Ma le seguenti sono accentate sulla prima sillaba:
- ὅπου hópou 'dove', ὅποι hópoi 'verso dove', ὅστις hóstis 'chi'

### Enclitici

#### Tipi di enclitici
Gli enclitici sono parole che non hanno un accento proprio e si appoggiano quindi alla parola che le precede. Esempi in greco sono i seguenti:
(a) Il connettivo τε te 'e' (corrisponde al latino -que):
- Ἕλληνές τε καὶ βάρβαροι Hellēnés te kaì bárbaroi 'Greci e stranieri'

(b) Le particelle enfatiche:
- γε ge 'almeno; appunto', περ per 'certo, proprio; quantunque', τοι toi 'appunto, certo',
- (soprattutto in Omero:) κε/κεν ke/ken 'eventualmente, nel caso in cui', νυ/νυν ny/nyn 'ora', ῥα rha 'certo', θην thēn 'certamente, invero':

I pronomi ἐγώ egṓ 'io' e ἐμοί emoí 'a me' si possono combinare con γε ge formando una singola parola accentata sula prima sillaba:
- ἔγωγε égōge 'io appunto; quanto a me', ἔμοιγε émoige 'a me appunto'

(c) Avverbi indefiniti: 
- ποτε pote 'una volta', πως pōs 'in qualche modo', που pou 'in qualche modo, in qualche luogo; forse', ποθι pothi (omerico per που), ποθεν pothen 'da qualche luogo', πῃ pēi 'in qualche modo, in qualche luogo', πω pō 'ancora'

(d) Pronomi indefiniti:
- τις tis 'qualcuno, un certo', τι ti 'qualcosa', τινες tines 'certe persone'

Ma τινές tinés può talvolta stare anche in principio di frase, nel qual caso non è enclitico ed è accentato sull'ultima sillaba.
(e) Il presente (eccetto la seconda persona singolare) di εἰμί eimí 'essere' e φημί phēmí 'dire':
- ἐγώ εἰμι egṓ eimi 'io sono'
- ὡς αὐτός φησι hōs autós phēsi 'come proprio lui dice'

Questi verbi possono anche avere forme non eclitice che sono usate, ad esempio, per iniziare una frase o dopo un'elisione. Il verbo ἐστὶ estì 'è' ha la forma enfatica ἔστι ésti. Confrontando forme parallele in sanscrito è possibile ipotizzare che quanto non sono enclitiche anche le altre persone potessero essere accentate sulla prima sillaba: *εἶμι eîmi, *φῆμι phêmi ecc.; ma la convenzione usuale, fra i moderni editori e gli antichi gramamtici greci, è di scrivere εἰμὶ eimì e φημὶ phēmì anche a inizio di frase.
Alla forma negativa ἔστι ésti è solitamente scritto nella foma forte, ma φησί phēsí è enclitico:
- οὐκ ἔστι ouk ésti 'non è'
- οὔ φησι oú phēsi 'dice che non...'

La forma forte ἔστι ésti è anche scritta dopo εἰ ei 'se', ὡς hōs 'poiché', ἀλλ᾽ all' 'ma', τοῦτ᾽ toût' 'questo', secondo Erodiano.
(f) Alcuni pronomi personali in casi obliqui quando non enfatici: 
- με me 'me', μου mou, μοι moi,
- σε se 'te', σου sou, σοι soi
- ἑ he 'sé (stesso)', οὑ hou, οἱ hoi,
- νιν/μιν nin/min 'lui' (poetico)
- σφας sphas 'sé (stessi)', σφων sphōn, σφισι sphisi

Negli scrittori classici ἑ he 'lui' e σφας sphas 'loro' tendono a essere usati nel discorso indiretto riferendosi al parlante:
- ἐκέλευσε δραμόντα τὸν παῖδα περιμεῖναί ἑ κελεῦσαι ekéleuse dramónta tòn paîda perimeînaí he keleûsai
'ordinò al ragazzo di correre [verso casa] per dire di aspettarlo' (Platone)

Alcuni di questi pronomi hanno anche forme non enclitiche che vengono accentate. Le forme non enclitiche di με, μου, μοι me, mou, moi 'me, di me, a me' sono ἐμέ, ἐμοῦ, ἐμοί emé, emoû, emoí. Le forme accentate sono usate in principio di frase e (solitamente) dopo preposizioni:
- σὲ καλῶ sè kalô 'ti chiamo'
- ἐν σοί en soí 'in te'

#### Regole degli enclitici
Quando un enclitico segue una parola proparossitona o properispomenona, questa prende due accenti:
- Ἕλληνές τινες Héllēnés tines 'certi Greci'
- δοῦλός ἐστι doûlós esti 'è uno schiavo'

Quando segue una parola ossitona o oppure atona troviamo un solo accento acuto:
- εἰπέ μοι eipé moi 'dimmi'
- εἴ τις eí tis 'se qualcuno'

Quando segue una parola perispomena o parossitona non si aggiungono accenti e il monosillabo eclitico resta atono:
- ὁρῶ σε horô se 'ti vedo'
- λέγε μοι lége moi 'dimmi'

Un enclitico bisillabico non prende accenti dopo una parola properispomena:
- ἀγαθοῦ τινος agatoû tinos 'di qualcosa di buono'
- τοξοτῶν τινων toxotôn tinōn di alcuni arceri'

Tuttavia prende l'accento dopo una parola parossitona (altrimenti l'accento si troverebbe a più di tre sillabe dalla fine della parola complessiva). Dopo una parossitona τινῶν tinôn prende l'accento circonflesso:
- ἄλλοι τινές álloi tinés 'certi altri'
- ὅπλων τινῶν hóplōn tinôn 'di alcune armi'[97]

Una parola che termina in ξ x o ψ ps si comporta come se fosse parossitona e non prende un accento aggiuntivo:
- κῆρυξ ἐστίν kêryx estín 'è un araldo'

Le enclitiche bisillabiche sono inoltre accentate prima di un'elisione:
- πολλοὶ δ' εἰσίν polloì d'eisín 'sono molti'

In una catena di due o tre enclitici, secondo Apollonio Discolo ed Erodiano, ciascuno passa il proprio accento al precedente (sebbene alcuni editori moderni abbiano avanzato dubbi):
- ἤ νύ σέ που δέος ἴσχει ḗ ný sé pou déos ískhei 'o forse la paura ti trattiene'

Sembra che nel caso di alcuni enclitici con vocale lunga, come που, πως, πῃ, πωpou, pōs, pēi, pō, Erodiano raccomandasse di non accentarli prima di un altro eclitico. Tuttavia, la maggior parte degli editori moderni rifiuta questa regola e stampa εἴ πού τις eí poú tis 'se qualcuno da qualche parte' invece di εἴ που τις eí pou tis.

### Verbi
Nei verbi l'accento è più grammaticale che lessicale; in altre parole, la sua funzione è quella di distinguere varie parti del verbo piuttosto che distinguere un verbo da un altro. Nel modo indicativo è solitamente recessivo, ma in altre situazioni no.
Ad eccezione del nominativo singolare di certi participi (ad es., maschile λαβών labṓn, neutro λαβόν labón 'dopo aver preso, avendo preso'), di alcuni imperativi (come εἰπέ eipé 'di' '), e i presenti irregolari (φημί phēmí 'dico' e εἰμί eimí 'io sono'), nessuna forma verbale è ossitona.

#### Indicativo
Nell'indicativo della maggior parte dei verbi, tranne quelli contratti, l'accento è recessivo, cioè si colloca quanto più indietro possibile gli sia permesso dalla lunghezza dell'ultima sillaba. Quindi, i verbi con tre o più sillabe spesso hanno l'accento acuto sulla penultima o sulla terzultima, a seconda che l'ultima sillaba sia lunga o breve (la terminazione -αι -ai è considerata breve):
- δίδωμι dídōmi 'do'
- λαμβάνω lambánō 'prendo'
- κελεύει keleúei 'ordina'
- ἐκέλευσε ekéleuse 'ordinò'
- βούλομαι boúlomai 'voglio'

I verbi monosillabici, come βῆ bê 'andò' (poetico) e εἶ eî 'tu sei', proprio perché sono recessivo, hanno l'accento circonflesso. Un'eccezione è φῄς phḗis o φής phḗs 'dici'.
Alcune terze persone plurali hanno la desinenza contratta (le altre persone sono recessive):
- ἀφιᾶσι aphiâsi 'lasciano, mandano via'
- ἱστᾶσι histâsi 'pongono, collocano'
- τεθνᾶσι tethnâsi 'sono morti'
- ἑστᾶσι hestâsi 'stanno'

Quando un verbo è preceduto dall'aumento l'accento non può risalire oltre esso:
- ἐξῆν exên 'era possibile'
- εἰσῆλθον eisêlthon 'entrai/entrarono'

#### Verbi contratti
I verbi contratti sono fondamentalmente recessivi, cioè l'accento si trova sulla stessa sillaba in cui stava prima della contrazione. Quando un accento acuto e una vocale accentata si fondono il risultato è l'accento circonflesso. Perciò, nella pratica, varie forme dei verbi contratti non sono recessive:
- ποιῶ poiô 'faccio' (in origine ποιέω)
- ἐποίουν epoíoun 'facevo/facevano' (in origine ἐποίεον)
- ποιοῦσι poioûsi 'fanno' (in origine ποιέουσι)

I futuri contratti come ἀγγελῶ angelô 'annuncerò' e ἐρῶ erô 'dirò' sono accentati come ποιῶ poiô.

#### Imperativo
L'accento è recessivo nell'imperativo della maggior parte dei verbi:
- λέγε lége 'di'!'
- σταύρωσον staúrōson 'crocifiggi!'
- μέμνησο mémnēso 'ricorda!'
- φάγε pháge 'mangia!'
- δότε dóte 'date!'
- ἄπιθι ápithi 'va' via!'
- διάβηθι diábēthi 'attraversa!'
- φάθι pháthi 'di'!'[102]

Nei composti con verbi monosillabici, comunque, l'imperativo è parossitono:
- ἀπόδος apódos 'ridà!'
- περίθες períthes 'metti intorno!'

La seconda persona singolare del congiuntivo secondo attivo dei seguenti cinque verbi (a meno che non abbiano un prefisso) è ossitona:
- εἰπέ eipé 'di'!', ἐλθέ elthé 'vieni!', εὑρέ heuré 'trova!', ἰδέ idé 'vedi', λαβέ labé 'prendi!' (gli ultimi due solo in attico)

Tuttavia, se al plurale o prefissati, questi imperativi sono recessivi:
- εἴπετε eípete 'dite!', ἔλθετε élthete, ecc.
- εἴσελθε eisélthete 'entrate!'

La seconda persona singolare dell'aoristo secondo medio è perispomena:
- ἑλοῦ heloû 'scegli!'
- γενοῦ genoû 'diventa!'

Ma il seguente è solitamente stampato con accento acuto:
- ἰδού idoú 'ecco!'

Come nell'attivo, i plurali hanno accento recessivo:
- ἴδεσθε ídesthe 'vedete!'

#### Congiuntivo
Il congiuntivo regolare della coniugazione tematica del presente e dell'aoristo primo e secondo è recessivo, ad eccezione dell'aoristo passivo:
- λέγῃ légēi 'che egli dica'
- λέγωσι légōsi 'che essi dicano'
- λύσῃ lygēi 'che egli liberi'
- λάβῃ lábēi 'che egli prenda'

È recessivo anche nel verbo εἶμι eîmi 'andare' e nei verbi che escono in -υμι -ȳmi:
- ἀπίῃ apíēi 'che egli vada via'
- ἀποδεικνύῃ apodeiknȳ́ēi 'che egli dimostri'

Ma nell'aoristo passivo, nei composti dell'aoristo attivo di βαίνω baínō 'andare' e in tutti i tempi degli altri verbi atematici non è recessivo:
- λυθῶ lythô 'che io sia liberato'
- φανῶ phanô 'che io sia mostrato'
- διαβῇ diabêi 'che egli attraversi'
- διδῶσι didôsi 'che essi diano',
- ἑστῶ hestô 'che io stia'
- παραδῶ paradô 'che io consegni'
- ἐξῇ exēi 'che sia possibile'

#### Ottativo
L'ottativo è similmente recessivo nei verbi regolari negli stessi tempi. Le uscite dell'ottativo -οι -oi e -αι -ai sono considerate lunghe:
- λύσαι lȳ́sai 'che [egli] possa liberare'
- λάβοι láboi 'che [egli] possa prendere'

Ma nell'aoristo passivo, nei composti dell'aoristo attivo di βαίνω baíno 'andare', e in tutti i tempi dei verbi atematici (con l'eccezione di εἶμι eîmi 'andare' e nei verbi che terminano in -υμι -ȳmi) non è recessivo:
- λυθεῖεν lȳtheîen 'che essi possano essere liberati'
- φανεῖεν phaneîen 'che essi possano essere mostrati'
- διαβαῖεν diabaîen 'che essi possano attraversare'
- διδοῖεν didoîen 'che essi possano dare'
- ἑσταῖεν hestaîen 'che essi possano stare'
- παραδοῖεν paradoîen 'che essi possano consegnare'

Ma ἀπίοι apíoi 'che egli possa andare via' ha l'accento recessivo come i verbi regolari.

#### Infinito
L'infinito presente e futuro dei verbi regolari è recessivo:
- λέγειν légein 'dire'
- λύσειν lȳ́sein 'essere per liberare'
- βούλεσθαι boúlesthai 'volere'
- ἔσεσθαι ésesthai 'essere per essere'

Ma tutti gli altri infiniti non sono recessivi, ad esempio l'aoristo debole attivo:
- κωλῦσαι kōlŷsai 'impedire'
- κολάσαι kolásai 'punire'

L'aoristo secondo attivo e medio:
- λαβεῖν labeîn 'prendere'
- γενέσθαι genésthai 'diventare'
- ἀφικέσθαι aphikésthai 'arrivare'

L'aoristo passivo primo e secondo
- λυθῆναι lȳthênai 'essere liberato'
- φανῆναι phanênai 'essere mostrato/apparire'

L'aoristo attivo di βαίνω baínō 'andare' nei composti:
- διαβῆναι diabênai 'attraversare'

L'infinito aoristo e presente di tutti i verbi atematici:
- διδόναι didónai 'dare'
- ἰέναι iénai 'andare'
- ἐξεῖναι exeînai 'essere possibile'
- προδοῦναι prodoûnai 'tradire'

Ma gli omerici ἔμμεναι émmenai 'essere' e δόμεναι dómenai 'dare' sono recessivi.
Il perfetto attivo e mediopassivo:
- λελυκέναι lelukénai 'aver liberato'
- λελύσθαι lelýsthai 'essere stato liberato'

#### Participi
I praticipi del presente, del futuro e dell'aoristo debole dei verbi tematici regolari sono recessivi:
- λέγων légōn 'dicendo, che dice'
- βουλόμενος boulómenos 'volendo, che vuole'
- λύσων lȳ́sōn 'che libererà'
- ἀκούσας akoúsās 'avendo ascoltato'

Tutti gli altri participi, invece non sono recessivi. Fra questi troviamo anche l'aoristo secondo attivo:
- λαβών labṓn, masc. pl. λαβόντες labóntes, femm. sing. λαβοῦσα laboûsa 'avendo preso'

L'aoristo passivo primo e secondo:
- λυθείς lȳtheís, masc. pl. λυθέντες lȳthéntes, femm. sing. λυθεῖσα lȳtheîsa 'essendo stato liberato'
- φανείς phaneís, masc. pl. φανέντες phanéntes, femm. sing. φανεῖσα phaneîsa 'essendo stato mostrato/essendo apparso'

I composti dell'aoristo attivo di βαίνω baínō 'andare':
- διαβάς diabā́s, διαβάντες diabántes, femm. sing. διαβᾶσα diabâsa 'avendo attraversato'

Il participio presente e aoristo dei verbi atematici:
- διδούς didoûs 'dando, che dà', masc. pl. διδόντες didóntes, femm. sing. διδοῦσα didoûsa
- ἰών iṓn, masc. pl. ἰόντες ióntes, femm. sing. ἰοῦσα ioûsa 'andando, che va'
- παραδούς paradoús, masc. pl. παραδόντες paradóntes, femm. sing. παραδοῦσα paradoûsa 'avendo consegnato'
- ἐξόν exón (neutro) 'essendo possibile'

Il perfetto attivo e mediopassivo:
- λελυκώς lelykṓs, masc. pl. λελυκότες lelykótes, femm. sing. λελυκυῖα lelykyîa 'che ha liberato'
- λελυμένος lelyménos 'che è stato liberato'

#### 'Essere' e 'dire'
Due verbi atematici, εἰμί eimí 'essere' e φημί phēmí 'dire', sono particolari perché al presente indicativo sono enclitici. In questo caso si appoggiano alla parola precedente e perdono il loro accento:
- αἴτιός εἰμι áitiós eimi 'sono responsabile'
- οὔ φησι oú phēsi 'dice che non...'

Ma entrambi questi verbi possono trovarsi ad inizio di frase, o seguire una virgola, o un'elisione, e in questi casi sono solitamente accentati sull'ultima sillaba (ad es. εἰμί eimí, φημί phēmí). Quando segue un'elisione, anche ἐστίν estín è accentato sull'ultima sillaba:
- τί ποτ' ἐστί; tí pot' estí? 'cosa (mai) è?'

Tuttavia, la terza persona singolare ἐστί estí ha anche una forma forte, ἔστι ésti, che si usa 'quando il verbo indica esistenza o possibilità (ossia quando si può tradurre con 'esiste', 'c'è' o 'è possibile')'. Questa forma è usata anche nell'espressione οὐκ ἔστι ouk ésti 'non è' e ad inizio di frase, ad esempio:
- ἔστιν θάλασσα· τίς δέ νιν κατασβέσει; éstin thálassa: tís dé nin katasbései? 'Il mare esiste; e chi lo prosciugherà?'[108]

La seconda persona singolare εἶ eî 'tu sei' e φῄς phḗis tu dici' non sono enclitiche.
Il futuro del verbo 'essere' si accenta sul verbo nelle forme prefissate:
- ἀπέσται apéstai 'sarà assente'

#### Aggettivi verbali
GLi aggettivi verbali che terminani in -τέος -téos e -τέον -téon sono sempre parossitoni:
- κολαστέος ἐστί kolastéos esti[110] 'deve essere punito'
- κολαστέον τοὺς ἀδίκους kolastéon toùs adíkous[111] 'gli iniqui vanno puniti'

Gli aggettivi in -τoς -tos invece sono solitamente ossitoni, soprattutto se si riferiscono a qualcosa di verosimile che può accadere:
- κλυτός klytós 'famoso (qualcuno di cui si sente parlare)'
- διαλυτός dialytós 'che può essere suddiviso o sciolto'
- ποιητός poiētós 'fatto'

## Leggi di spostamento dell'accento
Il confronto con il sanscrito e con le affermazioni dei grammatici ci mostrano che l'accento in alcune parole greche si era spostato rispetto alla posizione originaria in protoindoeuropeo.

### Legge di Wheeler
La legge di Wheeler o "del dattilo finale", formulata nel 1885, si riferisce a un processo in cui le parole che terminano con un dattilo (  ) (considerando brevi le desinenze -on, -os e -oi), se erano ossitone in protoindoeuropeo, diventano ossitone in greco.
Questa legge è usata per spiegare l'accentazione parossitona in parole come le seguenti:
- aggettivi come ποικίλος poikílos 'multicolore', ἐναντίος enantíos 'opposto', πλησίος plēsíos 'vicino'
- nomi come Αἰσχύλος Aiskhýlos 'Eschilo'
- i participi perfetti mediopassivi come δεδεγμένος dedegménos 'che ha ricevuto'
- composti parossitoni di significato attivo come ἀνδροκτόνος androktónos 'uccisore di uomini', βουκόλος boukólos 'bovaro'
- dativi plurali come πατράσι patrási 'a padri', ἀνδράσι andrási 'a uomini'

Simili parole e terminazioni in sanscrito sono regolarmente accentati sull'ultima sillaba, e i composti attivi che non presentano il ritmo dattilico spesso hanno l'accento sull'ultima sillaba, ad es. ψυχοπομπός psȳkhopompós 'accompagnatore di anime'.
Ci sono varie eccezioni alla legge di Wheeler, specialmente parole che terminano in -ικός -ikós o -ικόν -ikós (ad es. ναυτικόν nautikón 'flotta'), che sono sempre ossitoni. Ci sono anche participi come δεδομένος dedoménos o il femminile δεδομένη dedoménē 'data', che hanno l'accento sulla penultima sillaba senza avere il dattilo finale. Queste eccezioni sono solitamente spiegate come processi analogici.

### Legge di Bartoli
La legge di Bartoli, proposta nel 1930, ha lo scopo di spiegare come certe parole ossitone che terminano con un giambo   siano diventate parossitone. Esempi sono:
- θυγάτηρ thygátēr 'figlia', si pensa che derivi da un originario *θυγατήρ *thygatḗr (cfr. il vedico duhitá:)
- δεσπότης despótēs 'padrone, signore', si pensa che derivi da un originario *δεσποτής *despotḗs

L'esistenza effettiva di questa legge è discussa e si ritiene che la maggior parte delle parole prese come esempio possa avere altre spiegazioni.

### Legge di Vendryes
La legge di Vendryes /vɑ̃dʁi'jɛs]/, o "ἔγωγε", formulata nel 1945, descrive il fenomeno per cui parole terminanti in   , parossitone negli altri dialetti, siano diventate proparossitone in attico. Questo cambiamento sembra essere avvenuto intorno al 400 a.C., ed era noto ai grammatici greci che parlavano di accentazione. Un antico commentatore di Aristofane scriveva: "τροπαῖον tropaîon ('trofeo') dovrebbe essere pronunciato perispomeno in Aristofane e Tucidide, ma proparossitono τρόπαιον trópaion nei poeti posteriori".
Parole che hanno subito questo cambiamento sono:
- τρόπαιον trópaion, ἕταιρος hétairos 'compagno', ἕτοιμος hétoimos 'pronto', ὅμοιος hómoios 'simile', ἔρημος érēmos 'deserto', βέβαιος bébaios 'stabile', che derivano dai precedenti τροπαῖον, ἑταῖρος, ἑτοῖμος, ὁμοῖος, ἐρῆμος, βεβαῖος
- ἔγωγε égōge 'per quanto mi riguarda, certamente io', ἔμοιγε émoige 'a me in particolare, a me certamente', che derivano da precedenti ἐγώ γε, ἐμοί γε

Il cambio di accento della legge di Vendryes sembra aver agito principalmente su aggettivi. Verbi come ἀπῆλθον apḗlthon 'me ne andai' e participi come λαβοῦσα laboûsa 'avendo preso' non hanno subito cambiamenti.

## Variazioni dialettali
I grammatici antici erano consapevoli delle differenze di accentazione fra i dialetti, ad esempio le particolarità del dialetto omerico, che verosimilmente apprendevano dalla tradizionale recitazione cantata.

### Attico
Alcune particolarità dell'attico, il dialetto di Atene, sono state menzionate sopra nella legge di Vendryes.

### Eolico
La pronuncia eolica dell'isola di Lesbo, esemplificata da poeti del VII sec. a.C. come Saffo e Alceo, differiva nella miscura in cui le parole lessicali (ma non preposizioni e congiunzioni) erano recessive:
- Ζεῦς Zeûs, σόφος sóphos, κάλος kálos, ἔμοι émoi, ὄρανος óranos, Ἄτρευς Átreus, Ἀχίλλευς Akhílleus, Σάπφω Sápphō per Ζεύς, σοφός, καλός, ἐμοί, οὐρανός, Ἀτρεύς, Ἀχιλλεύς, Σαπφώ

Ma Ἀλκαῖος Alkaîos 'Alceo' apparentemente si pronunciava Ἀλκάος Alkáos in lesbico.
Il dialetto della Beozia, sebbene fosse dello stesso gruppo del lesbico, non aveva questa accentazione recessiva e sembra che da questo punto di vista non fosse diversa dalla koinè.
I grammatici non ci forniscono dettagli sul tessalico (un'altra varietà di eolico), ma è stato suggerito che la caduta di certe vocali nelle iscrizioni possa rivelare un accento intensivo ad inizio di parola.

### Dorico
Il dialetto dorico ha anch'esso le sue peculiarità. Una è che (alcune) parole properispomene erano pronunciate parossitone. Gli esempi dato sono nominativi plurali della terza declinazione:
- παίδες paídes 'ragazzi', γυναίκες gynaíkes, αἴγες aíges 'capre' (per παῖδες paîdes, γυναῖκες gynaîkes, αἶγες aîges)

D'altro lato, sappiamo che l'accusativo plurale della prima e della seconda declinazione in dorico aveva la vocale breve (-ăs, -ŏs), e ciò porta ad accentazioni come:
- τῖμας tîmas 'onori', πᾶσας pâsas 'tutte' (per τίμας tímās, πάσας pásās)

Un'altra caratteristica del dorico era che le terminazioni -οι -oi e forse -αι -ai, e nei verbi la terza persona plurale -ον -on e -αν -an (derivate dai precedenti *-ont e *-ant) erano considerate lunghe, e ciò portava a un'accentazione parossitona in:
- φιλοσόφοι philosóphoi 'filosofi', καλουμένοι kalouménoi 'chiamati', ἐδώκαν edṓkan 'diedero', ἐλέγον elégon 'dissero'

I parlanti dorici sembra che pronunciassero perispomeni anche certi genitivi plurali che sono parossitoni in altri dialetti:
- παιδῶν paidôn 'di ragazzi', Τρωῶν trōṓn 'di troiani', παντῶν pantôn 'di tutti', ἀλλῶν allôn 'di altri'

In dorico inoltre il futuro non è recessivo in tutti i verbi:
- λεξῶ lexô 'dirò', ποιησῶ poiēsô 'farò'